# Liste von Skulpturen und Kleindenkmalen in Dresden
Diese Liste von Skulpturen und Kleindenkmalen gibt einen Überblick über die Skulpturen, Plastiken, Reliefs, Medaillons, Tafeln, Stelen und anderen Kleindenkmale im Stadtgebiet von Dresden, die in den Listen der Kulturdenkmale der Stadtteile nicht enthalten, aber trotzdem von allgemeinem Interesse sind, unabhängig davon, ob sie unter Denkmalschutz stehen oder nicht.

## Erläuterungen zu den Listen
- Bezeichnung Benennung des Kleindenkmals
- Adresse/Lage Stadtteil, Straße und Hausnummer
- Beschreibung Angaben zur Art des Kleindenkmals
- Künstler Angaben zum Künstler
- Jahr Angaben zur Entstehung (Jahr) und Denkmalwürdigkeit

## Altstadt I (einschl. Pirnaische Vorstadt, Wilsdruffer Vorstadt und Seevorstadt)
Siehe Liste von Skulpturen und Kleindenkmalen in der Altstadt (Dresden)

## Großer Garten (einschl. Bürgerwiese, Blüherpark und Zoo) (Altstadt II)
Siehe Liste von Skulpturen und Kleindenkmalen im Großen Garten (Dresden)

## Johannstadt (Altstadt II)
Siehe Liste von Skulpturen und Kleindenkmalen in der Johannstadt (Dresden)

## Südvorstadt (Altstadt II)
Siehe Liste von Skulpturen und Kleindenkmalen in der Südvorstadt (Dresden)

## Neustadt (Innere und Äußere Neustadt, einschl. Albertstadt, Preußisches Viertel)
Siehe Liste von Skulpturen und Kleindenkmalen in der Neustadt (Dresden)

## Friedrichstadt
| Bild | Bezeichnung     | Adresse/Lage                                                             | Beschreibung | Künstler                                                            | Jahr                             |
| ---- | --------------- | ------------------------------------------------------------------------ | --- | ------------------------------------------------------------------- | -------------------------------- |
|      | Denkmal         | Friedrichstadt Am Bramschkontor 1 51° 3′ 37″ N, 13° 43′ 6″ O             | Denkmal für Johann Ludwig Bramsch – Gründer der Aktiengesellschaft „Bramsch-Spirituosenfabrik“ |                                                                     | 1920                             |
|      | Denkmal         | Friedrichstadt Emerich-Ambros-Ufer                                       | Mahnmal am ehem. Reichsbahnausbesserungswerk Dresden |                                                                     |                                  |
|      | Tafel           | Friedrichstadt Emerich-Ambros-Ufer 50                                    | Gedenktafel für Emerich Ambros |                                                                     |                                  |
|      | Tafel           | Friedrichstadt Friedrichstr.                                             | Gedenktafel für Prof. Johann Andreas Schubert (1808–1870) | Martin Hänisch                                                      |                                  |
|      | Tafel           | Friedrichstadt Friedrichstr.                                             | Gedenktafel für den Maler Ludwig Richter (1803–1884) | Wilhelm Landgraf                                                    |                                  |
|      | Portal          | Friedrichstadt Friedrichstr. 34                                          | Portal vom Haus Ehrlichstr. 8 |                                                                     |                                  |
|      | Plastik         | Friedrichstadt Friedrichstr. 38                                          | Löwe vom ehem. Pionier-Denkmal am Terrassenufer | Hermann Preiß, Hermann Kress, neues Modell von Eberhard Wolf (1973) | 1923, 1986                       |
|      | Brunnen         | Friedrichstadt Friedrichstr. 38                                          | Trinkbrunnen im Park |                                                                     |                                  |
|      | Wandbild        | Friedrichstadt Friedrichstr. 38                                          | Wandbild Fische und Vögel |                                                                     |                                  |
|      | Skulptur        | Friedrichstadt Friedrichstr. 41 51° 3′ 35″ N, 13° 43′ 6″ O               | Skulpturengruppe im Eingangsbereich vom Krankenhaus Dresden-Friedrichstadt |                                                                     |                                  |
|      | Brunnenrelief   | Friedrichstadt Friedrichstr. 41 51° 3′ 34″ N, 13° 43′ 6″ O               | Relief am Delphinbrunnen am Ehrenhof des Marcolinipalais (heute Krankenhaus Friedrichstadt) | Johann Gottfried Knöffler, nach 1774                                | 1774                             |
|      | Skulptur        | Friedrichstadt Friedrichstr. 41 51° 3′ 35″ N, 13° 43′ 6″ O               | Vier Löwen-Skulpturen am Eingangsbereich des Krankenhauses Friedrichstadt | Johann Baptist Dorsch                                               | ca. 1770er 2021–2023 restauriert |
|      | Skulptur        | Friedrichstadt Friedrichstr. 41 51° 3′ 34″ N, 13° 43′ 10″ O              | Vier Hermen am Krankenhaus Friedrichstadt in der Friedrichstraße | Thaddäus Ignatius Wiskotschill                                      |                                  |
|      | Wappen          | Friedrichstadt Friedrichstr. 41                                          | Marcolini-Wappen am Krankenhaus Friedrichstadt (Parkseite) |                                                                     |                                  |
|      | Wappen          | Friedrichstadt Friedrichstr. 41 51° 3′ 34″ N, 13° 43′ 10″ O              | Allianzwappen von Graf Marcolini und seiner Ehefrau, geb. von O’Kelly am Krankenhaus Friedrichstadt in der Friedrichstraße | Johann Baptist Dorsch                                               |                                  |
|      | Tafel           | Friedrichstadt Friedrichstr. 41 51° 3′ 34″ N, 13° 43′ 10″ O              | Tafel zur Erinnerung an Richard Wagner am Krankenhaus Friedrichstadt in der Friedrichstraße | Martin Hänisch                                                      |                                  |
|      | Tafel           | Friedrichstadt Friedrichstr. 41                                          | Tafel zur Erinnerung an den Aufenthalt Napoleons im Palais Brühl-Marcolini in der Friedrichstraße |                                                                     |                                  |
|      | Skulptur        | Friedrichstadt Friedrichstr. 41 51° 3′ 35″ N, 13° 43′ 4″ O               | Zwei Hermen am Krankenhaus Friedrichstadt | Johann Baptist Dorsch                                               |                                  |
|      | Skulptur        | Friedrichstadt Friedrichstr. 41                                          | Küferbrunnen auf dem Gelände des Krankenhauses Friedrichstadt | Thaddäus Ignatius Wiskotschill                                      |                                  |
|      | Brunnenfigur    | Friedrichstadt Friedrichstr. 41                                          | Brunnenfigur am linken Teich auf dem Gelände des Krankenhauses Friedrichstadt |                                                                     |                                  |
|      | Brunnenfigur    | Friedrichstadt Friedrichstr. 41                                          | Brunnenfigur am rechten Teich auf dem Gelände des Krankenhauses Friedrichstadt |                                                                     |                                  |
|      | Statue          | Friedrichstadt Friedrichstr. 41 51° 3′ 32″ N, 13° 43′ 5″ O               | Statue des Feldherrn Themistokles im Krankenhauspark Friedrichstadt | Thaddäus Ignatius Wiskotschill, nach 1774                           | 1774                             |
|      | Statue          | Friedrichstadt Friedrichstr. 41 51° 3′ 32″ N, 13° 43′ 3″ O               | Statue der Skythenkönigin Tomyris mit dem Kopf des Perserkönig Kyros II. im Krankenhauspark Friedrichstadt | Thaddäus Ignatius Wiskotschill, nach 1774                           | 1774                             |
|      | Skulptur        | Friedrichstadt Friedrichstr. 41 51° 3′ 31″ N, 13° 43′ 3″ O               | Sockelvase (Henkelvase) im Krankenhauspark Friedrichstadt | Thaddäus Ignatius Wiskotschill, nach 1774 (Kopie von 2000)          | 1774                             |
|      | Plastik         | Friedrichstadt Friedrichstr. 41 51° 3′ 29″ N, 13° 43′ 4″ O               | Bronzeplastik: „Stehende“ im Krankenhaus Friedrichstadt | Wilhelm Landgraf                                                    |                                  |
|      | Brunnenskulptur | Friedrichstadt Friedrichstr. 41 51° 3′ 30″ N, 13° 42′ 59″ O              | Drei Kugeln im Krankenhauspark Friedrichstadt (Kugelbrunnen) | Lady A                                                              |                                  |
|      | Skulptur        | Friedrichstadt Friedrichstr./Wachsbleichstr. 51° 3′ 25″ N, 13° 43′ 7″ O  | Skulptur Phallus im Krankenhauspark Friedrichstadt |                                                                     |                                  |
|      | Büste           | Friedrichstadt Friedrichstr. 41                                          | Büste von Christian Georg Schmorl (1861–1932) |                                                                     |                                  |
|      | Plastik         | Friedrichstadt Friedrichstr. 41                                          | Plastik „Sehnsucht nach Befreiung“ an der Kapelle im Krankenhaus Dresden-Friedrichstadt | Fred Gerz (* 1944)                                                  |                                  |
|      | Vasen           | Friedrichstadt Friedrichstr. 41                                          | Vasen vom Hauptgebäude des Palais Brühl-Marcolini, jetzt deponiert am Haus Q im Krankenhaus in Dresden-Friedrichstadt |                                                                     |                                  |
|      | Brunnenskulptur | Friedrichstadt Friedrichstr./Wachsbleichstr. 51° 3′ 27″ N, 13° 42′ 59″ O | Neptunbrunnen, gekrönt von Poseidon und Amphitrite im Muschelwagen, gelenkt von Zephir und Nereide, sowie Triton mit Horn, Flussgötter Tiber und Nil mit Reliefplatten Romulus und Remus bzw. Pyramide und Sphinx im Krankenhauspark Friedrichstadt | Lorenzo Mattielli (Entwurf: Zacharias Longuelune), 2013 saniert     |                                  |
|      | Brunnenskulptur | Friedrichstadt Friedrichstr./Wachsbleichstr.                             | Brunnenskulptur am Neptunbrunnen im Krankenhauspark Friedrichstadt: Poseidon und Amphitrite im Muschelwagen (ohne Dreizack) |                                                                     |                                  |
|      | Brunnenskulptur | Friedrichstadt Friedrichstr./Wachsbleichstr.                             | Brunnenskulptur am Neptunbrunnen (linke Seite) im Krankenhauspark Friedrichstadt: Tiber mit Relief Rom (Romulus und Remus) |                                                                     |                                  |
|      | Brunnenskulptur | Friedrichstadt Friedrichstr./Wachsbleichstr.                             | Brunnenskulptur am Neptunbrunnen (rechte Seite) im Krankenhauspark Friedrichstadt: Nil mit Relief Ägypten (Pyramide und Sphinx) |                                                                     |                                  |
|      | Brunnenskulptur | Friedrichstadt Friedrichstr./Wachsbleichstr.                             | Zwei Vasen (linke Seite) am Neptunbrunnen im Krankenhauspark Friedrichstadt: Artemis und Dionysos |                                                                     |                                  |
|      | Brunnenskulptur | Friedrichstadt Friedrichstr./Wachsbleichstr.                             | Zwei Vasen (rechte Seite) am Neptunbrunnen im Krankenhauspark Friedrichstadt: Pan und Apollon |                                                                     |                                  |
|      | Tafel           | Friedrichstadt Friedrichstr. 43                                          | Tafel Matthäus Daniel Pöppelmann an der Matthäuskirche |                                                                     |                                  |
|      | Skulptur        | Friedrichstadt Friedrichstr. 43                                          | Skulptur Faun auf dem Äußeren Matthäusfriedhof | Claudia Düsing                                                      | 2015                             |
|      | Skulptur        | Friedrichstadt Friedrichstr. 54                                          | Grabskulpturen auf dem Alten Katholischen Friedhof als Beispiel Grabmal von Giovanni Battista Casanova (1730–1795) | Franz Pettrich (1770–1844)                                          | 1796                             |
|      | Vasen           | Friedrichstadt Friedrichstr. 58 / Am Bramschkontor                       | Portal zur ehem. Bramsch-Spirituosenfabrik |                                                                     |                                  |
|      | Vasen           | Friedrichstadt Friedrichstr. 58a                                         | Portal zur ehem. Menagerie |                                                                     |                                  |
|      | Vasen           | Friedrichstadt Friedrichstr. 60b                                         | Portal zur ehem. Menagerie |                                                                     |                                  |
|      | Büste           | Friedrichstadt Hohenthalplatz 51° 3′ 31″ N, 13° 42′ 52″ O                | König-Anton-Denkmal | Ernst Rietschel                                                     | 1835                             |
|      | Skulptur        | Friedrichstadt Magdeburger Str. 33                                       | Skulptur Madonna |                                                                     |                                  |
|      | Plastik         | Friedrichstadt/Ostragehege Messering                                     | Plastik Diskuswerfer am Sportgymnasium | Gerhard Geyer, 1970er Jahre                                         | 1970                             |
|      | Plastik         | Friedrichstadt/Ostragehege Messering                                     | Plastik „Der Fechter“ am Sportgymnasium | Richard König, restauriert von Holger Schlegel                      | 1905                             |
|      | Plastik         | Friedrichstadt/Ostragehege Messering                                     | Bronzeplastik: Schweinetreiberbrunnen am ehemaligen Schlachthof | Georg Wrba                                                          | 1922                             |
|      | Relief          | Friedrichstadt/Ostragehege Messering                                     | Medaillon am Städtischen Schauamt am ehemaligen Schlachthof |                                                                     |                                  |
|      | Relief          | Friedrichstadt/Ostragehege Messering                                     | Medaillon am Städtischen Schauamt am ehemaligen Schlachthof |                                                                     |                                  |
|      | Relief          | Friedrichstadt/Ostragehege Messering                                     | Relief Rind am ehemaligen Schlachthof |                                                                     |                                  |
|      | Skulptur        | Friedrichstadt/Ostragehege Messering 51° 4′ 8″ N, 13° 43′ 0″ O           | Stierbrunnen mit Stierplastik aus Serpentin am ehemaligen Schlachthof | Georg Wrba                                                          | 1910                             |
|      | Plastik         | Friedrichstadt/Ostragehege Messering                                     | Porträt-Kopf Hans Erlwein am ehemaligen Schlachthof | Georg Wrba (Nachguss von 2007)                                      |                                  |
|      | Plastik         | Friedrichstadt/Ostragehege Messering                                     | Porträt-Kopf Johannes Georg Stöckel (1855–1923) am ehemaligen Schlachthof | Georg Wrba (Nachguss von 2007)                                      |                                  |
|      | Relief          | Friedrichstadt/Ostragehege Messering                                     | Relief eines Knaben am ehemaligen Schlachthof |                                                                     |                                  |
|      | Mosaik          | Friedrichstadt/Ostragehege Messering                                     | Mosaik Bauer mit Sau am ehemaligen Schlachthof |                                                                     |                                  |
|      | Mosaik          | Friedrichstadt/Ostragehege Messering                                     | Mosaik Bauern mit Rind am ehemaligen Schlachthof |                                                                     |                                  |
|      | Wanduhr         | Friedrichstadt/Ostragehege Messering                                     | Uhr an der Schlachthofhalle am ehemaligen Schlachthof |                                                                     |                                  |
|      | Relief          | Friedrichstadt/Ostragehege Zur Messe                                     | Medaillon Schaf am ehemaligen Schlachthof |                                                                     |                                  |
|      | Skulptur        | Friedrichstadt/Ostragehege Zur Messe                                     | Skulptur am Teich bei der Neuen Messe am ehemaligen Schlachthof |                                                                     |                                  |
|      | Relief          | Friedrichstadt Seminarstr. 11                                            | Relief am Seminargebäude (ehem. Lehrerseminar) |                                                                     | 1785                             |
|      | Büste           | Friedrichstadt Seminarstr. 11                                            | Büste zum Gedenken an Gustav Friedrich Dinter (1760–1831) auf dem Schulhof am Schulmuseum |                                                                     |                                  |
|      | Skulptur        | Friedrichstadt Weißeritzstr. 3 51° 3′ 33″ N, 13° 43′ 37″ O               | Metallskulptur am Eingang zur Yenidze |                                                                     |                                  |
|      | Gedenktafel     | Friedrichstadt Weißeritzstr. 10 51° 3′ 29″ N, 13° 43′ 30″ O              | Denkmal zur Erinnerung an die Ereignisse im Keglerheim am 25. Januar 1933, Weißeritzstr. 10 |                                                                     |                                  |
|      | Relief          | Friedrichstadt Weißeritzstr. 52                                          | Relief am Haus Weißeritzstr. 52 |                                                                     |                                  |

## Plauen – Coschütz – Gittersee
| Bild | Bezeichnung         | Adresse/Lage                                               | Beschreibung | Künstler                                             | Jahr      |
| ---- | ------------------- | ---------------------------------------------------------- | --- | ---------------------------------------------------- | --------- |
|      | Wappen              | Plauen Altplauen 21 51° 1′ 47″ N, 13° 42′ 8″ O             | Kurfürstliches Doppelwappen an der ehemaligen Hofmühle (am hinteren Gebäudeteil): Links die Kurschwerter mit der sächsischen Raute, rechts unter einer Krone drei Löwen mit über dem Rücken liegenden Schwanzquasten. Letztere sind Teil des dänischen Reichswappens, Anna, die Gemahlin des Kurfürsten August war eine dänische Königstochter. Zwischen beiden das Monogramm des Herrscherpaares: Zwei sich überschneidende „A“. | unter Denkmalschutz                                  |           |
|      | Schlussstein        | Plauen Altplauen 21 51° 1′ 48″ N, 13° 42′ 8″ O             | Schlussstein (1571–1901) an einer Tür an der ehemaligen Hofmühle |                                                      |           |
|      | Denkmal             | Plauen Altplauen 21 51° 1′ 48″ N, 13° 42′ 8″ O             | Kriegerdenkmal der im Ersten Weltkrieg gefallenen Mitarbeiter im Innenhof der Bienertmühle |                                                      |           |
|      | Wappen              | Plauen Altplauen 21 51° 1′ 48″ N, 13° 42′ 8″ O             | Kurfürstliches Doppelwappen an der ehemaligen Hofmühle (am vorderen Gebäudeteil) |                                                      |           |
|      | Relief              | Plauen Altplauen 51° 1′ 46″ N, 13° 42′ 16″ O               | Relief „Grablege Christi“ am alten Aufgang zur Auferstehungskirche | Alexander Höfer                                      | 1907      |
|      | Skulptur            | Plauen Bamberger Str. 14 51° 2′ 2″ N, 13° 42′ 46″ O        | Skulptur vor dem Hotel Leonardo |                                                      | 1997      |
|      | Skulptur            | Plauen Bernhardstr. 75                                     | Bären-Skulptur vor dem Haus Bernhardstr. 75 |                                                      |           |
|      | Brunnen             | Plauen Bernhardstr. 92 51° 1′ 37″ N, 13° 42′ 46″ O         | Schönwetterbrunnen | Heidemarie Dreßel und Eberhard Grundmann             | 1997      |
|      | Skulptur            | Plauen Bernhardstr. 123                                    | Skulptur Eule am Haus Bernhardstr. 123 |                                                      |           |
|      | Medaillon           | Plauen Bienertstr. 15                                      | Medaillon am Haus Bienertstr. 15 |                                                      |           |
|      | Skulptur            | Plauen Chemnitzer Straße 32                                | Grabskulpturen auf dem Alten Annenfriedhof als Beispiel ein Engel im Eingangsbereich (Guss Pirner & Franz Dresden) | Max Geissler                                         | 1888      |
|      | Skulptur            | Plauen Chemnitzer Straße 51° 1′ 57″ N, 13° 42′ 40″ O       | Skulpturengarten an der Berufsschule (Berufliches Schulzentrum) |                                                      |           |
|      | Tafel               | Plauen Coschützer Straße 51° 1′ 24″ N, 13° 42′ 15″ O       | Gedenkstein mit Gedenktafel für das Malerehepaar Fritz Schulze und Eva Schulze-Knabe am Hohen Stein | unter Denkmalschutz; Wilhelm Landgraf 1987.          |           |
|      | Relief              | Plauen Coschützer Straße 54–56 51° 1′ 14″ N, 13° 42′ 20″ O | Gedenktafel am Plaut-Haus |                                                      |           |
|      | Tafel               | Plauen Großmannstr. 1 51° 1′ 24″ N, 13° 42′ 38″ O          | Denkmal mit Tafel für Amtshauptmann Dr. jur. Richard Emil Schmidt (1833–1903) am Fichtepark, gegenüber Großmannstr. 1 |                                                      | 1901/1994 |
|      | Stele               | Plauen Hofmühlenstraße 51° 1′ 53″ N, 13° 42′ 13″ O         | Klangsäule am Ufer der Weißeritz | Entwurf: W. Graubner                                 |           |
|      | Stein               | Plauen Hofmühlenstraße 63 51° 1′ 53″ N, 13° 42′ 13″ O      | Hauszeichen am Haus Hofmühlenstraße 63 |                                                      | 1787      |
|      | Tafel               | Plauen Hohe Straße 62 51° 1′ 48″ N, 13° 42′ 41″ O          | Gedenktafel für Franz Theodor Wolf |                                                      |           |
|      | Skulptur            | Plauen Münchner Straße 56–60                               | Skulptur in Analogie zum Goldenen Reiter | Philipp Morlock                                      | 2015      |
|      | Mosaik              | Plauen Nöthnitzer Str. 2 51° 1′ 45″ N, 13° 42′ 26″ O       | Mosaik-Pflasterung vor dem Rathaus Plauen |                                                      |           |
|      | Plastik             | Plauen F.-C.-Weiskopf-Platz 51° 1′ 47″ N, 13° 42′ 23″ O    | Bronzeplastik am Müllerbrunnen: Müllerbursche zur Erinnerung an Wilhelm Müller (1794–1827) | Robert Henze, um 1900 (Kopie Wilhelm Landgraf, 1986) | 1900      |
|      | Skulptur            | Plauen Nöthnitzer Str. 2 51° 1′ 45″ N, 13° 42′ 26″ O       | Hl. Georg als Drachentöter am Rathaus Plauen | Robert Henze                                         | 1893–94   |
|      | Büste               | Plauen Nöthnitzer Str. 2 51° 1′ 45″ N, 13° 42′ 28″ O       | Bienert-Denkmal mit Bronzebüste | Robert Henze, erneuert 1994                          | 1902      |
|      | Relief              | Plauen Reckestr. 6 51° 1′ 45″ N, 13° 42′ 19″ O             | Vier Reliefs am Gemeindehaus: - Kurfürst Friedrich der Weise - Martin Luther - Philipp Melanchthon - Herzog Heinrich der Fromme | Oskar Döll                                           | 1911–12   |
|      | Skulptur            | Plauen Westendring 51° 1′ 23″ N, 13° 42′ 42″ O             | Skulptur im Fichtepark: Kind mit Delphin (Frohsinn) | Franz Weschke                                        | 1930      |
|      | Skulptur            | Plauen Westendring 51° 1′ 23″ N, 13° 42′ 42″ O             | Skulptur im Fichtepark: Kind mit Schildkröte (Trübsinn) | Paul Polte                                           | 1930      |
|      | Wappen              | Plauen Würzburger Str. 46                                  | Wappen der Fam. Bienert an der ehem. Bienert-Villa |                                                      |           |
|      | Tafel               | Plauen Zwickauer Str. 168                                  | Haustafel am Haus Zwickauer Str. 168 |                                                      | 1936      |
|      | Portal              | Coschütz Altcoschütz 11                                    | Tor am Hintereingang Altcoschütz 11 |                                                      |           |
|      | Technisches Denkmal | Coschütz Kohlenstr. 51° 1′ 7″ N, 13° 42′ 50″ O             | Keilovalschieber der Trinkwasserleitung vor dem Wasserwerk Coschütz |                                                      |           |
|      | Portal              | Gittersee Karlsruher Str. 83                               | Bacchus-Portal am ehem. Gasthof Gittersee |                                                      |           |

## Löbtau – Wölfnitz – Gorbitz – Leutewitz – Roßthal – Dölzschen
| Bild | Bezeichnung  | Adresse/Lage                                                           | Beschreibung | Künstler                                                                 | Jahr      |
| ---- | ------------ | ---------------------------------------------------------------------- | --- | ------------------------------------------------------------------------ | --------- |
|      | Portal       | Löbtau Altlöbtau 9 51° 2′ 46″ N, 13° 41′ 57″ O                         | Altes Portal von 1856, jetzt Fenster | erneuert 1999                                                            | 1856      |
|      | Schriftzug   | Löbtau Am Lerchenberg 25 51° 2′ 56″ N, 13° 41′ 49″ O                   | Alte Beschriftung am ehemaligen Restaurant „Am Lerchenberg“ |                                                                          |           |
|      | Gedenkstein  | Löbtau Anton-Weck-Str. 1 51° 2′ 28″ N, 13° 42′ 14″ O                   | Gedenkstein mit Inschrift: F.A.V.G.D.E A.B.-A.D. MDCCCLXXXI MDCCLXXXI (1781–1881) (sowie Schlägel und Eisen für den Bergbau und Hermesstab für den Handel) bedeutet vermutlich Friedrich August Von Gottesgnaden Dux Elector (Friedrich August von Gottes Gnaden Kurfürst), anläßlich des 100. Jahrestages des sächsischen Straßenbaumandats von Kurfürst Friedrich August III. von 1781 aufgestellt |                                                                          | 1881      |
|      | Portal       | Löbtau Braunsdorfer Str.13 51° 2′ 51″ N, 13° 41′ 38″ O                 | Portal vom Luisenhaus, benannt nach der Kronprinzessin Luise | unter Denkmalschutz                                                      |           |
|      | Büste        | Löbtau Clara-Zetkin-Str./Bonhoefferplatz 51° 2′ 18″ N, 13° 42′ 8″ O    | Clara-Zetkin-Büste | Johannes Friedrich Rogge                                                 |           |
|      | Plastik      | Löbtau Clara-Zetkinstr. 51° 2′ 16″ N, 13° 41′ 40″ O                    | Plastik „Gleichnis vom verlorenen Sohn“ an der Hoffnungskirche in Dresden-Löbtau |                                                                          |           |
|      | Büste        | Löbtau Conertplatz 51° 2′ 44″ N, 13° 41′ 32″ O                         | Rudolf-Renner-Büste |                                                                          |           |
|      | Medaillon    | Löbtau Freiberger Str./Weißeritzbrücke 51° 2′ 37″ N, 13° 42′ 17″ O     | Gedenkplakette zur Erinnerung an Bismarck |                                                                          |           |
|      | Tafel        | Löbtau Hainsberger Str. 17 51° 2′ 6″ N, 13° 42′ 13″ O                  | Schmuckportal am Haus Hainsberger Str. 17 in Dresden-Löbtau |                                                                          |           |
|      | Gedenkstein  | Löbtau Kesselsdorfer Str. 51° 2′ 35″ N, 13° 41′ 42″ O                  | Werner-Denkmal zur Erinnerung an Abraham Gottlob Werner („Zu Werners Andenken“) mit „Basaltsäulen“ vom Stolpenener Burgberg |                                                                          |           |
|      | Skulptur     | Löbtau Kesselsdorfer Str. 51° 2′ 33″ N, 13° 41′ 46″ O                  | Marmor-Skulptur am Neuen Annenfriedhof: Genius mit verlöschender Fackel (Grabmal des Friedrich August Siemens) | Johannes Schilling                                                       | 1887      |
|      | Wandbild     | Löbtau Klingestr. 18 51° 2′ 9″ N, 13° 41′ 54″ O                        | Wandbild am Haus Klingestr. 18 |                                                                          | 1911      |
|      | Relief       | Löbtau Oederaner Str. 51° 2′ 27″ N, 13° 42′ 21″ O                      | Relief-Platte „Glück zu!“ zur Erinnerung an die Alte Pulvermühle |                                                                          | 2014      |
|      | Relief       | Wölfnitz Kesselsdorfer Str. 116 51° 2′ 33″ N, 13° 40′ 54″ O            | Wandbild am Haus Kesselsdorfer Str. 116 |                                                                          | 1912      |
|      | Schamotte    | Gorbitz Amalie-Dietrich-Platz 51° 2′ 42″ N, 13° 40′ 40″ O              | Brunnen: Das nasse Haus | Heidemarie Dreßel                                                        | 1984/1993 |
|      | Skulptur     | Gorbitz Am Gorbitzbach 51° 2′ 38″ N, 13° 40′ 56″ O                     | Sandsteinskulptur Frau in Tür auf der Grünfläche am Gorbitzbach | Vinzenz Wanitschke                                                       | 1987      |
|      | Keramik      | Gorbitz Asternweg 1 51° 2′ 49″ N, 13° 40′ 59″ O                        | Keramikplastik im Kindergarten: Katz und Maus | Dieter Graupner (1940–2022)                                              | 1984      |
|      | Keramik      | Gorbitz Dahlienweg                                                     | Keramikplastik: Schmetterling und Raupe | Dieter Graupner                                                          | 1985      |
|      | Skulptur     | Gorbitz Asternweg 1 / Am Gorbitzbach 51° 2′ 49″ N, 13° 41′ 1″ O        | Skulptur Große Sitzende | Friedemann Klos (* 1942)                                                 | 1985      |
|      | Skulptur     | Gorbitz Dahlienweg 20 / Am Gorbitzbach 51° 2′ 45″ N, 13° 41′ 0″ O      | Sandsteinskulptur Mollusken | Michael Göttsche (1934–2013)                                             | 1986      |
|      | Skulptur     | Gorbitz Dahlienweg 20 / Am Gorbitzbach 51° 2′ 46″ N, 13° 41′ 0″ O      | Sandsteinskulptur Sich Aufbäumender | Charlotte Sommer-Landgraf                                                | 1985      |
|      | Skulptur     | Gorbitz Dahlienweg 22 / Am Gorbitzbach 51° 2′ 44″ N, 13° 41′ 0″ O      | Sandsteinskulptur Mutter mit Kind | Johannes Peschel                                                         | 1989      |
|      | Skulptur     | Gorbitz Dahlienweg 26 / Am Gorbitzbach 51° 2′ 43″ N, 13° 41′ 0″ O      | Sandsteinskulptur Liegende | Peter Makolies                                                           | 1985      |
|      | Skulptur     | Gorbitz Höhenpromenade 9, Leutewitzer Ring 51° 2′ 45″ N, 13° 40′ 33″ O | Sandsteinskulptur Lesende | Horst Weiße                                                              | 1987      |
|      | Keramik      | Gorbitz Leutewitzer Ring 51° 2′ 44″ N, 13° 40′ 38″ O                   | Gorbitzer Märchenbrunnen | Karl Schönherr (fertiggestellt durch Egmar Ponndorf und Dieter Graupner) | 1987      |
|      | Wandbild     | Gorbitz Leutewitzer Ring 5 (Club Passage)                              | Keramik-Wandbild: Der Fuchs und die Trauben (Crinitzer Spaltkeramik) | Gerhard Bondzin                                                          | 1988      |
|      | Wandbild     | Gorbitz Leutewitzer Ring 33                                            | Keramik-Wandbild 1: Landschaft | Dieter Graupner                                                          | 1989      |
|      | Wandbild     | Gorbitz Leutewitzer Ring 33                                            | Keramik-Wandbild 2: Landschaft | Dieter Graupner                                                          | 1989      |
|      | Keramik      | Gorbitz Leutewitzer Ring 33                                            | Keramikplastik | Dieter Graupner                                                          | 1989      |
|      | Tafel        | Gorbitz Neunimptscher Str. 18 51° 2′ 11″ N, 13° 40′ 25″ O              | Haustafel mit altem Wahlspruch von 1853 an der Hauswand |                                                                          | 1853      |
|      | Installation | Gorbitz Wölfnitzer Ring 51° 2′ 33″ N, 13° 40′ 12″ O                    | Installation aus Steinen und Metallstelen „Offen-Geschichte-Fragment-Identität-Standpunkt“ | François Méchain                                                         | 1999      |
|      | Stele        | Gorbitz Wölfnitzer Ring 51° 2′ 27″ N, 13° 40′ 16″ O                    | Sandsteinstelen mit Probe-Steinmetzarbeiten der Stelengruppe LAPIDARIUM: Barocke Formen/Eierstab-Motiv/Ionische Volute/Medaillon (von links nach rechts) | Peter Makolies                                                           | 1983      |
|      | Stele        | Gorbitz Wölfnitzer Ring 51° 2′ 27″ N, 13° 40′ 16″ O                    | Sandsteinstele mit verschiedener Bearbeitung: „Gespitzt, Gezahnt, Scharriert, Geschliffen“ der Stelengruppe LAPIDARIUM | Peter Makolies                                                           | 1983      |
|      | Stele        | Gorbitz Wölfnitzer Ring 51° 2′ 28″ N, 13° 40′ 16″ O                    | Drei Sandsteinblöcke als Stelen der Stelengruppe LAPIDARIUM | Peter Makolies                                                           | 1983      |
|      | Skulptur     | Leutewitz Am Leutewitzer Park                                          | Skulptur: Die Bremer Stadtmusikanten im Leutewitzer Volkspark | Günter Hanke und Klaus Schmidt                                           |           |
|      | Wappen       | Roßthal Altroßthal 1 51° 1′ 59″ N, 13° 40′ 30″ O                       | Wappen am Schloss Roßthal; unter Denkmalschutz |                                                                          |           |

## Gompitz – Pennrich – Zöllmen
| Bild | Bezeichnung            | Adresse/Lage                        | Beschreibung                        | Künstler      | Jahr |
| ---- | ---------------------- | ----------------------------------- | ----------------------------------- | ------------- | ---- |
|      | Landwirtschaftsbrunnen | Zöllmen 51° 2′ 35″ N, 13° 36′ 37″ O | Brunnenskulptur (Bäuerin mit Kühen) | Eberhard Wolf | 1987 |

## Loschwitz – Weißer Hirsch – Bühlau – Wachwitz – Hosterwitz – Pillnitz
| Bild | Bezeichnung     | Adresse/Lage                                                                           | Beschreibung | Künstler                                          | Jahr                          |
| ---- | --------------- | -------------------------------------------------------------------------------------- | --- | ------------------------------------------------- | ----------------------------- |
|      | Skulptur        | Loschwitz Calberlastr. 2 51° 3′ 1″ N, 13° 49′ 13″ O                                    | Skulptur „Waldgeheimnis“ vor dem Josef-Hegenbarth-Archiv                                                                                  | Robert Diez                                       |                               |
|      | Obelisk         | Loschwitz Collenbuschstr. 51° 3′ 41″ N, 13° 48′ 56″ O                                  | Obelisk am Friedensblick |                                                   |                               |
|      | Skulptur        | Loschwitz Elbhang 51° 3′ 57″ N, 13° 47′ 40″ O                                          | Zwei Skulpturen am Torhaus von Schloss Albrechtsberg                                                                                      |                                                   |                               |
|      | Skulptur        | Loschwitz Elbhang 51° 3′ 53″ N, 13° 47′ 39″ O                                          | Skulpturen auf der Attika von Schloss Albrechtsberg                                                                                       |                                                   | 1854                          |
|      | Skulptur        | Loschwitz Elbhang 51° 3′ 50″ N, 13° 47′ 51″ O                                          | Vasen auf dem Sims der Villa Stockhausen (Lingnerschloss)                                                                                 |                                                   |                               |
|      | Skulptur        | Loschwitz Elbhang 51° 3′ 50″ N, 13° 47′ 51″ O                                          | rekonstruierte Vase auf der Dachbalustrade vom Lingnerschloss                                                                             |                                                   |                               |
|      | Skulptur        | Loschwitz Elbhang 51° 3′ 50″ N, 13° 47′ 51″ O                                          | Büste von Karl August Lingner im Lingnerschloss                                                                                           |                                                   |                               |
|      | Relief          | Loschwitz Elbhang 51° 3′ 47″ N, 13° 47′ 52″ O                                          | 12 Reliefs „Trauernder Frauen“ am Lingner-Mausoleum im Gelände der Villa Stockhausen (Lingnerschloss)                                     | Hans Poelzig, Georg Kolbe                         | 1920                          |
|      | Plastik         | Loschwitz Elbhang 51° 3′ 48″ N, 13° 47′ 59″ O                                          | Bronzeplastik „Sonnenanbeter“ auf der Terrasse von Schloss Eckberg                                                                        | Sascha Schneider                                  |                               |
|      | Skulptur        | Loschwitz Elbhang 51° 3′ 49″ N, 13° 47′ 56″ O                                          | Marmorskulptur: Badende Aphrodite am Schloss Eckberg                                                                                      | Peter Pöppelmann                                  |                               |
|      | Plastik         | Loschwitz Elbhang 51° 3′ 52″ N, 13° 48′ 3″ O                                           | Plastik Stürmische Wogen am Schloss Eckberg (Kopie der Brunnenplastik vom Albertplatz)                                                    | Robert Diez                                       |                               |
|      | Skulptur        | Loschwitz Elbhang 51° 3′ 51″ N, 13° 48′ 2″ O                                           | Brunnenskulptur im Park von Schloss Eckberg                                                                                               |                                                   |                               |
|      | Skulptur        | Loschwitz Elbhang 51° 3′ 53″ N, 13° 48′ 7″ O                                           | Moderne Skulptur im Park von Schloss Eckberg                                                                                              |                                                   |                               |
|      | Stele           | Loschwitz Elbhang 51° 3′ 55″ N, 13° 48′ 14″ O                                          | Stele im Park von Schloss Eckberg |                                                   |                               |
|      | Installation    | Loschwitz Fidelio-F.-Finke-Str. 51° 3′ 11″ N, 13° 48′ 53″ O                            | Installation „Burgberg reminder“ (Erinnerungsstücke an das zerstörte Hotel Burgberg in Loschwitz) an der Gartenmauer der Alten Feuerwache | Detlef Schweiger                                  | 2009                          |
|      | Denkmal         | Loschwitz Friedrich-Wieck-Str. 51° 3′ 13″ N, 13° 48′ 50″ O                             | Joseph-Herrmann-Denkmal | Joseph Herrmann                                   | 1869                          |
|      | Skulptur        | Loschwitz Friedrich-Wieck-Str. 51° 3′ 13″ N, 13° 48′ 49″ O                             | Skulptur „Die Welle“ | Klaus-Dieter Köhler                               | 2006                          |
|      | Tafel           | Loschwitz Friedrich-Wieck-Str. 10 51° 3′ 13″ N, 13° 48′ 48″ O                          | Portal mit Tafel am Wieck-Haus in der Friedrich-Wieck-Str. 10                                                                             |                                                   |                               |
|      | Tafel           | Loschwitz Friedrich-Wieck-Str. 21 51° 3′ 12″ N, 13° 48′ 49″ O                          | Haustafel am Haus Friedrich-Wieck-Str. 21                                                                                                 |                                                   |                               |
|      | Fassadenmalerei | Loschwitz Grundstr. 26 51° 3′ 18″ N, 13° 49′ 0″ O                                      | Fassadenmalerei und Skulptur eines Ritters am Haus „Rote Amsel“ (Leonhardi-Museum)                                                        | Charles Johann Palmié                             | 1883                          |
|      | Wandbild        | Loschwitz Grundstr. 26 51° 3′ 18″ N, 13° 49′ 0″ O                                      | Wandbild „Florian“ am Gebäude des Leonhardi-Museums                                                                                       | Charles Johann Palmié                             | 1883                          |
|      | Skulptur        | Loschwitz Grundstr. 26 51° 3′ 18″ N, 13° 49′ 0″ O                                      | Skulptur am Gebäude des Leonhardi-Museums                                                                                                 |                                                   |                               |
|      | Tafel           | Loschwitz Grundstr. 26 51° 3′ 18″ N, 13° 49′ 0″ O                                      | Tafel am Gebäude des Leonhardi-Museums |                                                   |                               |
|      | Plastik         | Loschwitz Grundstr. 26 51° 3′ 19″ N, 13° 49′ 0″ O                                      | Stahlskulptur: „Räumliche Faltung eines Rechtecks“ im Garten des Leonhardi-Museums                                                        | Hermann Glöckner, 1935, realisiert 1976           | 1976                          |
|      | Skulptur        | Loschwitz Grundstr. 26                                                                 | Skulptur eines liegenden Kopfes „Alexander der Große“ im Garten des Leonhardi-Museums                                                     | Peter Makolies                                    | 2011                          |
|      | Denkmal         | Loschwitz Grundstr. 26                                                                 | Ludwig-Richter-Denkmal im Garten des Leonhardi-Museums                                                                                    |                                                   |                               |
|      | Wandbild        | Loschwitz Grundstr. 36 51° 3′ 21″ N, 13° 49′ 1″ O                                      | Wandbild mit christlichen Motiven am Pfarrhaus                                                                                            |                                                   |                               |
|      | Relief          | Loschwitz Grundstr. 40 51° 3′ 22″ N, 13° 49′ 1″ O                                      | zwei Schmuckreliefs |                                                   |                               |
|      | Giebel          | Loschwitz Grundstr. 87 51° 3′ 28″ N, 13° 49′ 24″ O                                     | Dreiecksgiebel mit Skulpturen und Wappen                                                                                                  |                                                   |                               |
|      | Relief          | Loschwitz Körnerplatz 2                                                                | Bismarck-Relief am Giebel des Eckhauses Körnerplatz 2                                                                                     |                                                   |                               |
|      | Wandbild        | Loschwitz Körnerplatz 3                                                                | Wandbild am Haus Körnerplatz 3 |                                                   |                               |
|      | Tafel           | Loschwitz Körnerweg 51° 3′ 56″ N, 13° 46′ 53″ O                                        | Gedenktafel zum Körner-Denkmal |                                                   |                               |
|      | Relief          | Loschwitz Körnerweg 51° 3′ 56″ N, 13° 46′ 53″ O                                        | Körner-Denkmal |                                                   |                               |
|      | Tafel           | Loschwitz Körnerweg 51° 3′ 56″ N, 13° 46′ 53″ O                                        | Gedenktafel zum Körner-Denkmal |                                                   |                               |
|      | Tafel           | Loschwitz Körnerweg 51° 3′ 56″ N, 13° 46′ 53″ O                                        | Gedenktafel für Bernhard Salbach am Wasserwerk Saloppe                                                                                    |                                                   |                               |
|      | Tafel           | Loschwitz Körnerweg                                                                    | Tafel zur Erinnerung an den Bau des Wasserwerks Saloppe                                                                                   |                                                   |                               |
|      | Pavillon        | Loschwitz Körnerweg 51° 3′ 56″ N, 13° 46′ 53″ O                                        | Unterer Pavillon mit Reliefs und Schlussstein vom Schloss Albrechtsberg in Dresden                                                        |                                                   |                               |
|      | Gedenkstein     | Loschwitz Körnerweg 51° 3′ 54″ N, 13° 47′ 14″ O                                        | Klengel-Gedenkstein |                                                   |                               |
|      | Tafel           | Loschwitz Körnerweg 6 51° 3′ 26″ N, 13° 48′ 41″ O                                      | Gedenktafel zur Erinnerung an die Familie Körner am Körner-Haus                                                                           |                                                   |                               |
|      | Tafel           | Loschwitz Körnerweg 6                                                                  | Gedenktafel zur Erinnerung an Friedrich Schiller am Körner-Haus                                                                           |                                                   |                               |
|      | Tafel           | Loschwitz Körnerweg 12 51° 3′ 29″ N, 13° 48′ 35″ O                                     | Gedenktafel am Wohnhaus (1873–1913) der ehem. Hofschauspielerin Pauline Ulrich                                                            |                                                   |                               |
|      | Medaillon       | Loschwitz Körnerweg 16                                                                 | Medaillon mit dem Bildnis einer jungen Frau am Eingang zur Villa Körnerweg 16                                                             |                                                   |                               |
|      | Relief          | Loschwitz Kotzschweg 12                                                                | Brückenmännchen-Kopie |                                                   |                               |
|      | Skulptur        | Loschwitz Kügelgenstraße 10                                                            | Skulptur am Haus Kügelgenstraße 10 |                                                   |                               |
|      | Skulptur        | Loschwitz Pillnitzer Landstr. 7                                                        | Skulpturengarten |                                                   |                               |
|      | Tafel           | Loschwitz Pillnitzer Landstr.                                                          | Gedenktafel zur Erinnerung an Eugen Langen an der unteren Station der Schwebebahn                                                         |                                                   |                               |
|      | Gedenkstein     | Loschwitz Pillnitzer Landstr. 51° 3′ 11″ N, 13° 49′ 2″ O                               | Kügelgen-Gedenkstein vor der Kirche Loschwitz                                                                                             |                                                   |                               |
|      | Relief          | Loschwitz Pillnitzer Landstr. 17                                                       | Relief über der Pforte |                                                   |                               |
|      | Skulptur        | Loschwitz Pillnitzer Landstr. 63 51° 2′ 43″ N, 13° 49′ 25″ O                           | Marienstatue am Templerhaus |                                                   |                               |
|      | Skulptur        | Loschwitz Pillnitz-Moritzburger Weg                                                    | Sandsteinskulptur: Cheiron | Otto Petrenz                                      | 1901                          |
|      | Relief          | Loschwitz Schillerstr.                                                                 | Schiller-Körner-Brunnen mit Reliefs vom - Abschied Schillers von der Familie Körner, 1801 - Abschied Theodor Körners, 1813                | Martin Pietzsch, Oskar Rassau                     | 1912                          |
|      | Mosaikbild      | Loschwitz Wolfshügelstr. 26                                                            | Mosaikbild am Haus |                                                   |                               |
|      | Skulptur        | Weißer Hirsch Am Hochwald 51° 3′ 46″ N, 13° 49′ 45″ O                                  | Skulptur: Der Gespaltene Kopf an der Kirche St. Hubertus                                                                                  | Peter Makolies                                    | um 1975, neu aufgestellt 2022 |
|      | Skulptur        | Weißer Hirsch Bautzner Landstr. (ehem. Lahmann-Sanatorium) 51° 3′ 53″ N, 13° 49′ 14″ O | Skulptur: Sandalenbinderin (oder Junge Frau, die sich eine Sandale bindet)                                                                | Ernst Wilhelm Paul                                | um 1890, neu aufgestellt 2016 |
|      | Dachreiter      | Weißer Hirsch Bautzner Landstr. 6a 51° 3′ 49″ N, 13° 49′ 19″ O                         | Dachreiter mit Wetterfahne „Hirsch“ |                                                   |                               |
|      | Relief-Skulptur | Weißer Hirsch Bautzner Landstr. 6a 51° 3′ 49″ N, 13° 49′ 19″ O                         | Hauszeichen „Weißer Hirsch“ am Haus |                                                   |                               |
|      | Gedenkstein     | Weißer Hirsch Bautzner Landstr. 51° 3′ 48″ N, 13° 49′ 22″ O                            | Küntzelmann-Gedenkstein mit Bronzerelief                                                                                                  | Reinhard Schnauder, 1881                          | 1880                          |
|      | Pavillon        | Weißer Hirsch Bautzner Landstr. 51° 3′ 51″ N, 13° 49′ 27″ O                            | Chinesischer Pavillon (Kopie) im Rathauspark                                                                                              |                                                   |                               |
|      | Skulptur        | Weißer Hirsch Bautzner Landstr. 51° 3′ 49″ N, 13° 49′ 25″ O                            | Brunnen mit Hygieia-Statue (Kopie) | Gustav Reißmann, Kopie von Friedemann Klos (1999) |                               |
|      | Relief          | Weißer Hirsch Bautzner Landstr. 15 51° 3′ 49″ N, 13° 49′ 23″ O                         | Portal mit Relief am Eckhaus Bautzner Landstr. 15                                                                                         |                                                   |                               |
|      | Relief          | Weißer Hirsch Bautzner Landstr. 15                                                     | Relief am Haus Bautzner Landstr. 15 |                                                   |                               |
|      | Schlussstein    | Weißer Hirsch Bautzner Landstr. 15                                                     | Plakette „Herr“ und Schlussstein „Hund“                                                                                                   |                                                   |                               |
|      | Relief          | Weißer Hirsch Bautzner Landstr. 21 51° 3′ 48″ N, 13° 49′ 27″ O                         | Hauszeichen mit Wappen an der Seite zum Silberweg                                                                                         |                                                   |                               |
|      | Relief          | Weißer Hirsch Plattleite 66/Lahmannring 51° 3′ 48″ N, 13° 49′ 15″ O                    | Haustafel an der Seite zum Lahmannring |                                                   |                               |
|      | Skulptur        | Bühlau Bautzner Landstr. 83 51° 3′ 45″ N, 13° 50′ 15″ O                                | Skulptur des Trompeters an der Gaststätte „Trompeter“                                                                                     |                                                   |                               |
|      | Relief          | Bühlau Bautzner Landstr. 83 51° 3′ 45″ N, 13° 50′ 14″ O                                | Relief-Portal mit Trompeter an der Gaststätte „Trompeter“                                                                                 |                                                   |                               |
|      | Wandbild        | Bühlau Bautzner Landstr. 83 51° 3′ 45″ N, 13° 50′ 13″ O                                | Wandbild des Trompeters an der Gaststätte „Trompeter“                                                                                     |                                                   |                               |
|      | Schlussstein    | Bühlau Bautzner Landstr. 83 51° 3′ 45″ N, 13° 50′ 15″ O                                | Schlussstein am Tor der Gaststätte „Trompeter“                                                                                            |                                                   |                               |
|      | Schlussstein    | Bühlau Bautzner Landstr. 130 51° 3′ 41″ N, 13° 50′ 56″ O                               | Schlussstein am seitlichen Portal Neukircher Str.                                                                                         |                                                   |                               |
|      | Relief          | Bühlau Grundstr. 191                                                                   | Relief am Haus |                                                   | 1900                          |
|      | Grenzstein      | Bühlau Neugersdorfer Str. 51° 3′ 37″ N, 13° 50′ 9″ O                                   | Grenzstein zwischen Bühlau und Loschwitz am ehem. Grenzweg                                                                                |                                                   |                               |
|      | Denkmal         | Bühlau Quohrener Str. 18 51° 3′ 35″ N, 13° 51′ 25″ O                                   | Kriegerdenkmal vor der Michaeliskirche Bühlau                                                                                             |                                                   |                               |
|      | Plakette        | Bühlau Ullersdorfer Str. 1 51° 3′ 46″ N, 13° 51′ 18″ O                                 | Tondo mit Frauenkopf |                                                   |                               |
|      | Gedenkstein     | Rochwitz Krügerstr. 51° 3′ 2″ N, 13° 50′ 43″ O                                         | Gedenkstein für Otto von Bismarck vor der Schule, ehemals umrahmt von zwei Bismarcklinden                                                 |                                                   | 1895                          |
|      | Gedenkstein     | Rochwitz Krügerstr. 51° 3′ 1″ N, 13° 50′ 22″ O                                         | Gedenkstein für König Albert mit Plakette vor der Albertlinde                                                                             |                                                   |                               |
|      | Relief          | Wachwitz Pillnitzer Landstraße 175                                                     | Relief am Haus |                                                   |                               |
|      | Relief          | Wachwitz Wachwitzer Weinberg 4                                                         | Relief am Haus |                                                   |                               |
|      | Relief          | Hosterwitz Kirchgasse 51° 0′ 53″ N, 13° 51′ 23″ O                                      | Schnuff-Epitaph für Webers Kapuzineraffen an der Friedhofsmauer (außen) der Kirche Maria am Wasser                                        | Joachim Zehme                                     | 2006                          |
|      | Skulptur        | Hosterwitz Laubegaster Str. 51° 0′ 55″ N, 13° 51′ 31″ O                                | Denkmal für Gefallene des Ersten Weltkriegs                                                                                               |                                                   |                               |
|      | Tafel           | Hosterwitz                                                                             | Tafel am Carl-Maria-von-Weber-Museum |                                                   |                               |
|      | Skulptur        | Hosterwitz                                                                             | Tafel an der Keppmühle zur Erinnerung an Carl Maria von Weber                                                                             |                                                   |                               |
|      | Relief          | Hosterwitz                                                                             | Schlussstein Keppmühle |                                                   |                               |
|      | Relief          | Pillnitz Bergweg 1 51° 0′ 39″ N, 13° 52′ 33″ O                                         | Giebel am Gebäude der Weinpresse in Dresden-Pillnitz                                                                                      |                                                   |                               |
|      | Relief          | Pillnitz Bergweg 51° 0′ 41″ N, 13° 52′ 41″ O                                           | Wappen-Kartusche über dem Portal der Weinbergkirche „Zum Heiligen Geist“ in Pillnitz                                                      |                                                   |                               |
|      | Skulptur        | Pillnitz Bergweg 27                                                                    | verschiedene Skulpturen (Tänzerin, Bacchantin, Primavera II von 2007) am Weingut Zimmerling                                               | Małgorzata Chodakowska                            |                               |
|      | Skulptur        | Pillnitz Meixstr./Am Pillnitzberg                                                      | Wegsäule Meixstraße |                                                   |                               |
|      | Pavillon        | Pillnitz Schlosspark 51° 0′ 43″ N, 13° 52′ 27″ O                                       | Chinesischer Pavillon im Schlosspark Pillnitz                                                                                             |                                                   |                               |
|      | Skulptur        | Pillnitz Schlosspark 51° 0′ 40″ N, 13° 52′ 23″ O                                       | Marmorstatue Flora im Schlosspark Pillnitz                                                                                                | Wolf von Hoyer                                    | 1870                          |
|      | Pavillon        | Pillnitz Schlosspark 51° 0′ 45″ N, 13° 52′ 7″ O                                        | Englischer Pavillon im Schlosspark Pillnitz                                                                                               |                                                   |                               |
|      | Plastik         | Pillnitz Schlosspark 51° 0′ 43″ N, 13° 52′ 6″ O                                        | Plastik Juno Ludovisi im Schlosspark Pillnitz (Kopie der römischen Plastik)                                                               |                                                   |                               |
|      | Skulptur        | Pillnitz Schlosspark 51° 0′ 36″ N, 13° 52′ 10″ O                                       | Tritonengondel Pillnitz im Schlosspark Pillnitz                                                                                           |                                                   |                               |
|      | Skulptur        | Pillnitz Schloss, Elbseite 51° 0′ 30″ N, 13° 52′ 9″ O                                  | 2 Sphingen am Wasserpalais von Schloss Pillnitz                                                                                           | Johann Christian Kirchner                         | 1725                          |
|      | Skulptur        | Pillnitz Schlosspark 51° 0′ 28″ N, 13° 52′ 13″ O                                       | Löwenkopfbastei an der Elbe im Schlosspark Pillnitz                                                                                       |                                                   |                               |
|      | Skulptur        | Pillnitz Schlosspark 51° 0′ 37″ N, 13° 52′ 3″ O                                        | Henkelvase im Schlosspark Pillnitz | Thaddäus Ignatius Wiskotschill                    | 1785                          |
|      | Ruine           | Pillnitz 51° 0′ 48″ N, 13° 52′ 36″ O                                                   | Ruine Pillnitz |                                                   |                               |
|      | Stele           | Pillnitz                                                                               | Denkmal „Johann und Amalia-Augusta“, Ehrensäule für Johann von Sachsen und seine Gemahlin Amalia-Augusta zum 50. Hochzeitstag             |                                                   | 1872                          |
|      | Skulptur        | Pillnitz Wünschendorfer Str.                                                           | Ehrenmal für Gefallene des Ersten Weltkriegs                                                                                              |                                                   |                               |
|      | Wandbild        | Pillnitz Wünschendorfer Str. 6                                                         | Lüftelmalerei am Haus |                                                   |                               |

## Striesen – Blasewitz
| Bild | Bezeichnung    | Adresse/Lage                                                                  | Beschreibung | Künstler                                                        | Jahr      |
| ---- | -------------- | ----------------------------------------------------------------------------- | --- | --------------------------------------------------------------- | --------- |
|      | Plastik        | Striesen Borsbergstr. 15 51° 2′ 45″ N, 13° 46′ 32″ O                          | Portal der Herz-Jesu-Kirche |                                                                 |           |
|      | Skulptur       | Striesen Borsbergstr. 15 51° 2′ 44″ N, 13° 46′ 31″ O                          | Schutzmantelmadonna vor der Herz-Jesu-Kirche                                                                                            |                                                                 |           |
|      | Plastik        | Striesen Borsbergstr. 33 51° 2′ 41″ N, 13° 46′ 47″ O                          | Plastik Balletttänzer | Magdalene Kreßner                                               |           |
|      | Skulptur       | Striesen Borsbergstr. 34 51° 2′ 38″ N, 13° 46′ 50″ O                          | Skulptur „Geborgenheit“ | Detlef Herrmann                                                 |           |
|      | Brunnen        | Striesen Comeniusstr. 107 51° 2′ 18″ N, 13° 46′ 43″ O                         | Bärenbrunnen | Otto Pilz                                                       | 1929      |
|      | Relief         | Striesen Dornblüthstr. 30 51° 2′ 34″ N, 13° 47′ 53″ O                         | Weinender Mond |                                                                 |           |
|      | Brunnen        | Striesen Ermelstr. 51° 2′ 47″ N, 13° 47′ 54″ O                                | Märchenbrunnen im Hermann-Seidel-Park                                                                                                   |                                                                 | 1903      |
|      | Spruch         | Striesen Glasewaldtstr. 8 51° 2′ 47″ N, 13° 48′ 14″ O                         | Spruch an der Hauswand |                                                                 |           |
|      | Plastik        | Striesen Glashütter Str. 10 51° 2′ 32″ N, 13° 47′ 11″ O                       | Bronze-Plastik Kleiner Trompeter vor der Montessorischule                                                                               | Charlotte Sommer-Landgraf                                       | 1971      |
|      | Plastik        | Striesen Haydnstr./Mosenstr. 51° 2′ 47″ N, 13° 46′ 45″ O                      | Martin-Andersen-Nexö-Denkmal neben dem Martin-Andersen-Nexö-Gymnasium (urspr. auf der Kretschmerstraße vor dem alten Gebäude der MANOS) | Rudolf Löhner                                                   | 1967–68   |
|      | Portal         | Striesen Haydnstr. 51° 2′ 46″ N, 13° 46′ 47″ O                                | Portal am Martin-Andersen-Nexö-Gymnasium                                                                                                |                                                                 |           |
|      | Portal         | Striesen Haydnstr. 51° 2′ 46″ N, 13° 46′ 49″ O                                | Portal am Martin-Andersen-Nexö-Gymnasium                                                                                                |                                                                 |           |
|      | Tafel          | Striesen Holbeinstr. 163/Tittmannstr. 51° 2′ 49″ N, 13° 46′ 54″ O             | Haustafel |                                                                 |           |
|      | Wandbild       | Striesen Junghansstr. 2 51° 2′ 32″ N, 13° 47′ 51″ O                           | Mosaik „Lichtgöttin“ am Haus Junghansstraße 2                                                                                           |                                                                 |           |
|      | Wandbild       | Striesen Junghansstr. 10 51° 2′ 28″ N, 13° 47′ 46″ O                          | Wandbild „Friedrich-August-Häuser“ am Wohnhaus                                                                                          |                                                                 |           |
|      | Plakette       | Striesen Junghansstr. 51° 2′ 16″ N, 13° 47′ 36″ O                             | Erlwein-Plakette am Hans-Erlwein-Gymnasium                                                                                              |                                                                 |           |
|      | Skulptur       | Striesen Niederwaldplatz 51° 2′ 40″ N, 13° 48′ 27″ O                          | Skulptur: Liegende weibliche Figur | Vinzenz Wanitschke                                              |           |
|      | Relief         | Striesen Reinickstr. 8 51° 2′ 40″ N, 13° 46′ 24″ O                            | Relief |                                                                 |           |
|      | Relief         | Striesen Reinickstr. 11 51° 2′ 40″ N, 13° 46′ 25″ O                           | Relief |                                                                 |           |
|      | Dachreiter     | Striesen Schandauer Straße/Wittenberger Straße 96 51° 2′ 32″ N, 13° 47′ 55″ O | Dachreiter an der Versöhnungskirche |                                                                 |           |
|      | Relief         | Striesen Schandauer Straße/Wittenberger Straße 96 51° 2′ 32″ N, 13° 47′ 56″ O | Giebel mit Taufe Christi an der Versöhnungskirche                                                                                       |                                                                 |           |
|      | Plastik        | Striesen Schandauer Straße/Wittenberger Straße 96 51° 2′ 32″ N, 13° 47′ 56″ O | Kriegerdenkmal an der Versöhnungskirche mit 7 Bronzefiguren (6 Personen um Christus)                                                    | Selmar Werner                                                   | 1928      |
|      | Relief         | Striesen Schandauer Straße/Wittenberger Straße 96 51° 2′ 32″ N, 13° 47′ 57″ O | Kinder-Relief an der Versöhnungskirche                                                                                                  |                                                                 |           |
|      | Skulptur       | Striesen Schandauer Straße/Wittenberger Straße 96 51° 2′ 32″ N, 13° 47′ 56″ O | Luther-Skulptur an der Versöhnungskirche                                                                                                |                                                                 |           |
|      | Skulptur       | Striesen Schandauer Straße/Wittenberger Straße 96 51° 2′ 32″ N, 13° 47′ 57″ O | Skulptur im Hof an der Versöhnungskirche                                                                                                |                                                                 |           |
|      | Skulptur       | Striesen Schandauer Straße/Wittenberger Straße 96 51° 2′ 33″ N, 13° 47′ 57″ O | Skulptur im Hof an der Versöhnungskirche                                                                                                |                                                                 |           |
|      | Keramik        | Striesen Tittmannstr. 34 51° 2′ 50″ N, 13° 46′ 55″ O                          | Keramik-Portal am Haus Tittmannstr. |                                                                 |           |
|      | Relief         | Striesen Wormser Str. 57 51° 2′ 44″ N, 13° 47′ 21″ O                          | Reliefband am Haus |                                                                 |           |
|      | Tafel          | Blasewitz Barbarossaplatz 51° 2′ 55″ N, 13° 47′ 28″ O                         | Gedenktafeln für Helene Glatzer, Rosa Menzer und Otto Galle                                                                             | Vinzenz Wanitschke (Sandsteinbasis) und Martin Hänisch (Tafeln) | 1988      |
|      | Skulptur       | Blasewitz Berggartenstr. 51° 2′ 55″ N, 13° 48′ 27″ O                          | Skulptur „Der verlorene Sohn“ vor der Heiliggeistkirche                                                                                 | Hans Hartmann-McLean                                            | 1926      |
|      | Skulptur       | Blasewitz Goetheallee 20 51° 3′ 27″ N, 13° 47′ 45″ O                          | Putten |                                                                 |           |
|      | Relief         | Blasewitz Hüblerstraße 25 51° 3′ 2″ N, 13° 48′ 9″ O                           | Relief Schiff und Putten |                                                                 |           |
|      | Keramikbild    | Blasewitz Justinenstr. 1 51° 3′ 7″ N, 13° 48′ 10″ O                           | Keramikbild an der ehem. Post von Blasewitz                                                                                             |                                                                 |           |
|      | Keramikbild    | Blasewitz Justinenstr. 1 51° 3′ 7″ N, 13° 48′ 10″ O                           | Keramikbild an der ehem. Post von Blasewitz                                                                                             |                                                                 |           |
|      | Plastik        | Blasewitz Königsheimplatz 51° 3′ 15″ N, 13° 47′ 10″ O                         | Europabrunnen (Kopie von 1995) mit Plastik Europa auf dem Stier                                                                         | Georg Wrba, 1922, erneuert Lothar Janus, 1995                   | 1922/1995 |
|      | Denkmal        | Blasewitz Loschwitzer Str. 51° 3′ 6″ N, 13° 48′ 14″ O                         | Johann-Gottlieb-Naumann-Denkmal | Detlef Schweiger                                                | 2001      |
|      | Relief         | Blasewitz Loschwitzer Str. 37 51° 3′ 11″ N, 13° 47′ 58″ O                     | Relief im Giebelfeld der Villa Ilgen: Genius bekränzt Demeter und Mars                                                                  | Martin Pietzsch                                                 | 1890–91   |
|      | Tafel          | Blasewitz Loschwitzer Str. 37 51° 3′ 10″ N, 13° 48′ 0″ O                      | Tafel Hermann Ilgen |                                                                 |           |
|      | Schlussstein   | Blasewitz Loschwitzer Str. 58 51° 3′ 7″ N, 13° 48′ 21″ O                      | Schlussstein am Portal des Hauses |                                                                 |           |
|      | Wandbild       | Blasewitz Mendelssohnallee 24 51° 3′ 6″ N, 13° 47′ 37″ O                      | Wandmalerei am Haus |                                                                 |           |
|      | Metall-Plastik | Blasewitz Mendelssohnallee 34 51° 3′ 6″ N, 13° 47′ 37″ O                      | Brunnenfigur „Wassermusik“ im Hof der Villa Rothermundt                                                                                 | Hans-Volker Mixsa                                               | 2010      |
|      | Tafel          | Blasewitz Naumannstr. 51° 3′ 9″ N, 13° 48′ 20″ O                              | Gedenktafel für Johann Gottlieb Naumann                                                                                                 |                                                                 |           |
|      | Skulptur       | Blasewitz Naumannstr. 5 51° 3′ 9″ N, 13° 48′ 21″ O                            | Skulptur „Gustel aus Blasewitz“ (Johanne Justine Renner) am Rathaus Blasewitz                                                           | Martin Engelke                                                  | 1905      |
|      | Relief         | Blasewitz Prellerstr. 51° 3′ 12″ N, 13° 47′ 58″ O                             | Relief im Giebelfeld der Villa Ilgen: Saxonia mit Krone und Wappenschild                                                                | Martin Pietzsch                                                 | 1890–91   |
|      | Relief         | Blasewitz Schaufußstr. 20 51° 2′ 26″ N, 13° 48′ 46″ O                         | Relief am Haus |                                                                 |           |
|      | Stele          | Blasewitz Schillerplatz 51° 3′ 8″ N, 13° 48′ 32″ O                            | Schiller-Stele im Schillergarten mit Schiller-Büste                                                                                     | Heinrich-Otto Wolf                                              | 1859      |
|      | Relief         | Blasewitz Tzschimmerstraße 14 51° 2′ 54″ N, 13° 47′ 49″ O                     | Relief am Haus Tzschimmerstraße 14 |                                                                 |           |
|      | Gedenkstein    | Blasewitz Vogesenweg 6 51° 3′ 20″ N, 13° 47′ 55″ O                            | Gedenkstein für Arthur Willibald Königsheim (1816–1886) – Begründer des Waldparks Blasewitz                                             |                                                                 | 1888      |
|      | Wandbild       | Blasewitz Wägnerstraße 21 51° 2′ 59″ N, 13° 48′ 11″ O                         | Wandmalerei |                                                                 |           |
|      | Mosaik         | Blasewitz-Neugruna Hofmannstr. 34 51° 2′ 33″ N, 13° 48′ 45″ O                 | Mosaik an der West-Seite der Sieben-Schwaben-Schule über dem Balkon                                                                     |                                                                 |           |
|      | Skulptur       | Blasewitz-Neugruna Hofmannstr. 34 51° 2′ 33″ N, 13° 48′ 45″ O                 | Sandstein-Putten vor der Sieben-Schwaben-Schule                                                                                         |                                                                 |           |

## Tolkewitz – Laubegast – Kleinzschachwitz
| Bild | Bezeichnung  | Adresse/Lage                                                              | Beschreibung                                                              | Künstler                                                        | Jahr |
| ---- | ------------ | ------------------------------------------------------------------------- | ------------------------------------------------------------------------- | --------------------------------------------------------------- | ---- |
|      | Kleindenkmal | Tolkewitz Alttolkewitz 22                                                 | Taubenhaus                                                                |                                                                 |      |
|      | Denkmal      | Laubegast Kirchplatz 51° 1′ 33″ N, 13° 49′ 55″ O                          | Kriegerdenkmal auf dem Kirchplatz                                         |                                                                 |      |
|      | Tafel        | Laubegast Laubegaster Ufer 6                                              | Alte Haustafel mit Spruch                                                 |                                                                 |      |
|      | Plastik      | Laubegast Laubegaster Ufer 51° 1′ 28″ N, 13° 50′ 25″ O                    | Bronzeplastik „Die Elbe“                                                  | Wieland Förster                                                 | 2009 |
|      | Denkmal      | Laubegast Laubegaster Ufer 51° 1′ 28″ N, 13° 50′ 24″ O                    | Gedenkstein für die Schauspielerin Caroline Neuber (Neuberin-Denkmal)     | Friedrich August Krubsacius, Johann Christian Feige der Jüngere | 1776 |
|      | Relief       | Laubegast Laubegaster Ufer                                                | Bronzemedaillon Caroline Neuber am Neuberin-Denkmal                       | Leopold Armbruster, 1897 (Kopie 1952)                           | 1897 |
|      | Installation | Laubegast Laubegaster Ufer                                                | Laubegaster Bank                                                          |                                                                 |      |
|      | Tafel        | Laubegast Laubegaster Ufer 17                                             | Doppelwappen des sächsischen Hofmarschalls von Mangold-Reibold            |                                                                 |      |
|      | Skulptur     | Laubegast Laubegaster Ufer 26                                             | Holzskulptur „Begegnung“                                                  | Hernando León                                                   |      |
|      | Relief       | Laubegast Linzer Str. 1 51° 1′ 26″ N, 13° 50′ 13″ O                       | Sechs Tierrelief-Medaillons an der Laubegaster Schule                     |                                                                 | 1883 |
|      | Denkmal      | Tolkewitz Österreicher Str. 1-1e. 51° 1′ 48″ N, 13° 49′ 57″ O             | Plastik Nachtwächter mit Laterne und Hund vor der Wohnanlage Alttolkewitz | H. Viehweg                                                      | 1937 |
|      | Mosaik       | Laubegast Österreicher Str./Liehrstr. 51° 1′ 43″ N, 13° 50′ 3″ O          | Steinmosaik „Laubegast“                                                   |                                                                 |      |
|      | Tafel        | Laubegast Österreicher Str. 84                                            | Gedenktafel am Geburtshaus von Melli Beese                                |                                                                 |      |
|      | Installation | Laubegast Zur Bleiche 17 51° 1′ 42″ N, 13° 50′ 18″ O                      | Steintafeln zu Ehren Bismarcks                                            |                                                                 |      |
|      | Plastik      | Kleinzschachwitz Putjatinplatz/Putjatinstr. 1 51° 0′ 15″ N, 13° 50′ 54″ O | Bronzeplastik „Fürst Putjatin“ auf Sandsteinsockel                        | Detlef Herrmann                                                 | 1997 |

## Strehlen – Gruna – Reick – Dobritz
| Bild | Bezeichnung         | Adresse/Lage                                                                                           | Beschreibung | Künstler                                                               | Jahr            |
| ---- | ------------------- | --- | --- | ---------------------------------------------------------------------- | --------------- |
|      | Installation        | Strehlen Altstrehlen 51° 1′ 39″ N, 13° 45′ 45″ O                                                       | Installation „Innere Mitte“ im Rahmen des Mnemosyne-Wasser-Kunst-Weges entlang des Kaitzbaches, 2017 vom Erststandort (Insel des Verkehrskreisels auf dem Gustav-Adolf-Platz) umgesetzt in Vorbereitung für die Umtrassierung der Straßenbahnstrecke über die Oskarstraße zur Anbindung des Haltepunkts Strehlen | Kerstin Franke-Gneuß                                                   | 2000            |
|      | Relief              | Strehlen Altstrehlen 2                                                                                 | Relief am Haus Altstrehlen 2 |                                                                        |                 |
|      | Hauszeichen         | Strehlen Altstrehlen 3–5                                                                               | Haustafel über Brand und Wiederaufbau des Gebäudes |                                                                        |                 |
|      | Hauszeichen         | Strehlen Altstrehlen 3–5                                                                               | Haustafel über Brand und Wiederaufbau des Gebäudes |                                                                        |                 |
|      | Skulptur            | Strehlen An der Christuskirche                                                                         | Laternen an der Christuskirche |                                                                        |                 |
|      | Plastik             | Strehlen An der Christuskirche                                                                         | Plastik Segnender Christus über dem Portal der Christuskirche | Peter Pöppelmann                                                       | 1905            |
|      | Plastik             | Strehlen An der Christuskirche 51° 1′ 39″ N, 13° 45′ 56″ O                                             | Plastik Christus im Garten Gethsemane | Friedrich Hecht                                                        | 1905            |
|      | Skulptur            | Strehlen An der Christuskirche                                                                         | Wandbrunnen |                                                                        |                 |
|      | Skulptur            | Strehlen An der Pikardie 2–4 51° 1′ 57″ N, 13° 46′ 29″ O                                               | Skulptur |                                                                        |                 |
|      | Relief              | Strehlen August-Bebel-Str.                                                                             | Fries am Gebäude der Bundeswehr in Dresden-Strehlen | Karl Albiker                                                           |                 |
|      | Plastik             | Strehlen Basteiplatz 51° 1′ 44″ N, 13° 46′ 15″ O                                                       | Bronzeplastik Tänzerin über dem Portal der Paluccaschule | Rudolf Löhner                                                          | 1955–56         |
|      | Plastik             | Strehlen Basteiplatz                                                                                   | Bronzeplastik Tänzerin im Hochschulgelände der Paluccaschule | Johannes Friedrich Rogge                                               | 1965            |
|      | Plastik             | Strehlen Basteiplatz 51° 1′ 46″ N, 13° 46′ 17″ O                                                       | Bronzeplastik „Die große Palucca“ im Gelände der Paluccaschule | Emerita Pansowová                                                      | 2011            |
|      | Skulptur            | Strehlen Caspar-David-Friedrich-Str. 10a 51° 1′ 33″ N, 13° 45′ 19″ O                                   | Skulptur |                                                                        |                 |
|      | Skulptur            | Strehlen Caspar-David-Friedrich-Str. 12 51° 1′ 32″ N, 13° 45′ 17″ O                                    | Skulptur Mutter mit Kleinkind |                                                                        |                 |
|      | Skulptur            | Strehlen Caspar-David-Friedrich-Str. 13 51° 1′ 32″ N, 13° 45′ 18″ O                                    | Skulptur Bremer Stadtmusikanten |                                                                        |                 |
|      | Skulptur            | Strehlen Caspar-David-Friedrich-Str. 13 51° 1′ 32″ N, 13° 45′ 18″ O                                    | Skulptur Zwei Schnecken |                                                                        |                 |
|      | Skulptur            | Strehlen Elsa-Brändström-Str. 1 51° 1′ 37″ N, 13° 45′ 56″ O                                            | Dachreiter |                                                                        |                 |
|      | Kugelkreuz          | Strehlen Elsa-Brändström-Str. 1                                                                        | Kugelkreuz auf der Spitze des Dachreiters des Gemeindezentrums |                                                                        |                 |
|      | Skulptur            | Strehlen Franz-Liszt-Str. 2a                                                                           | Brunnenfigur: Mädchen mit Blatt | Małgorzata Chodakowska                                                 |                 |
|      | Wandbild            | Strehlen Gerhart-Hauptmann-Str. 5                                                                      | Wandbild (Sgraffito): Arbeitsprozess und Freizeit am Haus Gerhart-Hauptmann-Str. 5 | Dietmar Gubsch (* 1941)                                                | 1967/2013       |
|      | Windspiel           | Strehlen Gostritzer Str. 1                                                                             | Windspiel auf dem Dach de Hauses |                                                                        |                 |
|      | Relief              | Strehlen Julius-Otto-Str. 5                                                                            | Relief „Soli Deo Gloria“ am Haus Julius-Otto-Str. 5 |                                                                        |                 |
|      | Skulptur            | Strehlen Julius-Otto-Str. 10                                                                           | Drachen-Skulptur |                                                                        |                 |
|      | Statue              | Strehlen Julius-Otto-Str. 15                                                                           | Statue einer Frau im Garten Julius-Otto-Str. 15 |                                                                        |                 |
|      | Relief              | Strehlen Lockwitzer Str. 7                                                                             | Wappen-Relief am Hauserker |                                                                        |                 |
|      | Relief              | Strehlen Lockwitzer Str. 14/Kurt-Frölich-Str. 1                                                        | Relief |                                                                        |                 |
|      | Skulptur            | Strehlen Lockwitzer Str. 18                                                                            | Drachen-Skulptur |                                                                        |                 |
|      | Relief              | Strehlen Lockwitzer Str. 20                                                                            | Jugendstil-Relief am Portal |                                                                        |                 |
|      | Skulptur            | Strehlen Lockwitzer Str. 24                                                                            | Skulptur |                                                                        |                 |
|      | Skulptur            | Strehlen Lockwitzer Str. 26                                                                            | Zwei Drachen-Skulpturen |                                                                        |                 |
|      | Relief              | Strehlen Mary-Krebs-Str. 2                                                                             | Relief am Haus |                                                                        |                 |
|      | Schlussstein        | Strehlen Mary-Krebs-Str. 2                                                                             | Schlussstein am Haus |                                                                        |                 |
|      | Relief              | Strehlen Mary-Krebs-Str. 4                                                                             | Relief am Haus |                                                                        |                 |
|      | Glasbild            | Strehlen Mockritzer Str. 6                                                                             | Glasbild über der Eingangstür am Haus Mockritzer Str. 6 |                                                                        |                 |
|      | Mosaik              | Strehlen Mockritzer Str. 19                                                                            | Mosaikpflaster vor der Schule Mockritzer Str. |                                                                        |                 |
|      | Relief              | Strehlen Reicker Str. 32 und 34                                                                        | Reliefplatten am Hauseingang Reicker Str. 32 und 34 |                                                                        |                 |
|      | Denkmal             | Strehlen Robert-Sterl-Str. 1                                                                           | Denkmal 25 Jahre Eisenbahnerbaugenossenschaft Dresden 1912–1937 |                                                                        | 1937            |
|      | Säulen mit Büste    | Strehlen Strehlener Platz                                                                              | Büste Ernst Thälmann | Peter Peschel                                                          |                 |
|      | Relief              | Strehlen Teplitzer Str. 86                                                                             | Relief über dem Eingang an den Genossenschaftshäusern Teplitzer Str. | HGS = Heimstättengesellschaft Sachsen                                  | 1929            |
|      | Plastik             | Strehlen Tiergartenstr. 8 51° 2′ 14″ N, 13° 45′ 3″ O                                                   | Metallplastik | Thomas Reichstein                                                      |                 |
|      | Plastik             | Strehlen Tiergartenstr. 8 51° 2′ 14″ N, 13° 45′ 4″ O                                                   | Metallplastik | Thomas Reichstein                                                      |                 |
|      | Plastik             | Strehlen Tiergartenstr. Ecke Beethovenstr. 51° 2′ 5″ N, 13° 45′ 25″ O                                  | Brunnenplastik Mutter mit Kind | Vinzenz Wanitschke                                                     | 1963            |
|      | Stele               | Strehlen Tiergartenstr. 32                                                                             | Arnhold-Stele zur Erinnerung an die Familie Hans Arnhold |                                                                        |                 |
|      | Skulptur            | Strehlen Tiergartenstr. 42                                                                             | Mäser-Denkmal im Garten der Kirche Jesu Christi der Heiligen der letzten Tage | Kopie aus Provo/Utah                                                   | 2001            |
|      | Fries               | Strehlen Tiergartenstr./Richard-Wagner-Str.                                                            | Relief an der Schule |                                                                        |                 |
|      | Skulptur            | Strehlen Tiergartenstr. 80                                                                             | Zwei Skulpturen am Balkon des Hauses |                                                                        |                 |
|      | Relief              | Strehlen Tiergartenstr. 81                                                                             | Relief am Haus |                                                                        |                 |
|      | Skulptur            | Strehlen Wasaplatz 1 51° 1′ 42″ N, 13° 45′ 37″ O                                                       | Eule als Dachreiter auf dem Haus |                                                                        |                 |
|      | Relief              | Strehlen Wasaplatz 1 51° 1′ 42″ N, 13° 45′ 36″ O                                                       | Relief Frau und Sonne (Jugendstil) |                                                                        |                 |
|      | Skulptur            | Strehlen Wasastr. 27                                                                                   | Dreiecksgiebel am Haus |                                                                        |                 |
|      | Relief              | Strehlen Wiener Str. 44                                                                                | Relief am Portal |                                                                        |                 |
|      | Plastik             | Strehlen Wiener Str. 44                                                                                | Plastik „Frauenkopf“ am Haus Wiener Str. 44 |                                                                        |                 |
|      | Skulptur            | Strehlen Zschertnitzer Str. 25                                                                         | Skulptur „Sozialistische Familie“ am Altenheim Zschertnitzer Str. 25 |                                                                        |                 |
|      | Skulptur            | Strehlen Zschertnitzer Str. 25 51° 1′ 17″ N, 13° 45′ 20″ O                                             | Moderne Skulptur „Wasserlandschaften“ am Eingang zum Altenheim Zschertnitzer Str. 25 | Eberhard Wolf                                                          | 1979            |
|      | Skulptur            | Gruna Altgruna/Rosenbergstr.                                                                           | Skulptur Zwei Pferde |                                                                        | ca. 1976        |
|      | Brunnen             | Gruna Am Anfang                                                                                        | Brunnenplastik am Steinblumenbrunnen in der Gartenheimsiedlung |                                                                        | 1922            |
|      | Tafel               | Gruna Falkensteinplatz 5                                                                               | Tafel zur Erinnerung an den Wiederaufbau |                                                                        | 1950            |
|      | Skulptur            | Gruna Hepkeplatz                                                                                       | Skulptur „Mutter mit Kindern“ | Ernst Hermann Grämer, 1930er Jahre, 2013 restauriert von Julius Hempel |                 |
|      | Skulptur            | Gruna Papstdorfer Straße 39 (Lage)                                                                     | Zwei Skulpturen: Kämpfende Ziegenböcke | Wolfram Hesse                                                          |                 |
|      | Skulptur            | Gruna Hepkestr. 91                                                                                     | Skulptur Knabe am Haus Hepkestr. 91 |                                                                        |                 |
|      | Relief              | Gruna 51° 2′ 1″ N, 13° 47′ 2″ O                                                                        | Schafbrunnen | Charlotte Sommer-Landgraf                                              | 3. Februar 1982 |
|      | Relief              | Gruna; Bielatalweg, Papstdorfer Straße 19, an der Hauswand zur Zwinglistraße 51° 2′ 2″ N, 13° 47′ 3″ O | Familie | Charlotte Sommer-Landgraf                                              | 3. Februar 1982 |
|      | Relief              | Gruna; Papstdorfer Straße 25, an der Giebelwand 51° 2′ 1″ N, 13° 47′ 6″ O                              | 4 Reliefs: Musik/Wissenschaft/Theater & Bildende Künste / Industrie & Wirtschaft | Charlotte Sommer-Landgraf                                              | 3. Februar 1982 |
|      | Skulptur            | Reick Altreick 21 51° 0′ 48″ N, 13° 47′ 47″ O                                                          | Hauszeichen am Torbogen des Hauses Altreick 21 |                                                                        |                 |
|      | Plastik             | Reick Gasanstaltstraße                                                                                 | Plastik Engel am ehem. Gasometer |                                                                        |                 |
|      | Technisches Denkmal | Reick Gasanstaltstraße                                                                                 | Alter Füllstandsanzeiger am ehem. Gasometer der Gasanstalt Dresden-Reick |                                                                        |                 |
|      | Skulptur            | Reick Seidnitzer Weg 5                                                                                 | Skulpturengarten mit den „Spurenpaketen“ | Einhart Grotegut (* 1953)                                              | 1994            |
|      | Plastik             | Dobritz Breitscheidstr.                                                                                | Bronzeplastik: „Junge Arbeiter“ vor dem Gebäude des ehemaligen VEB Schokopack Dresden (2013 abgebaut und eingelagert) | Wilhelm Landgraf                                                       | 1963            |

## Kaitz – Kleinpestitz – Mockritz – Räcknitz – Zschertnitz – Leubnitz-Neuostra
| Bild | Bezeichnung  | Adresse/Lage                                                              | Beschreibung                                                                                              | Künstler                                                          | Jahr |
| ---- | ------------ | ------------------------------------------------------------------------- | --- | ----------------------------------------------------------------- | ---- |
|      | Gedenkstein  | Kaitz Altkaitz 51° 0′ 51″ N, 13° 43′ 37″ O                                | Gedenkstein Kaitz                                                                                         |                                                                   |      |
|      | Gedenktafel  | Kaitz Kaitzer Weinberg 16 51° 0′ 57″ N, 13° 43′ 55″ O                     | Gedenktafel für Pfarrer Paul Richter am Paul-Richter-Haus                                                 |                                                                   |      |
|      | Gedenkstein  | Kaitz Altkaitz 51° 0′ 53″ N, 13° 43′ 26″ O                                | Kriegerdenkmal Erster Weltkrieg                                                                           |                                                                   |      |
|      | Denkmal      | Kaitz Possendorfer Str.                                                   | Denkmal Kaitzer Tränenwiese zur Erinnerung an die Schlacht von 1813                                       |                                                                   | 2013 |
|      | Schlussstein | Kleinpestitz Eigenheimstr. 1                                              | Schlussstein über dem Portal des Hauses, ehem. Moreauschenke                                              |                                                                   |      |
|      | Skulptur     | Mockritz Südhöhe                                                          | Skulptur „Bauarbeiter“ aus rotem Granit vor der Schule auf der Südhöhe                                    | Egmar Ponndorf, 1976                                              |      |
|      | Skulptur     | Mockritz Münzmeisterstr. 14b                                              | Postmeilensäule                                                                                           |                                                                   |      |
|      | Gedenktafel  | Mockritz Altmockritz 51° 0′ 55″ N, 13° 44′ 27″ O                          | Gedenktafel an die Schlacht bei Dresden im August 1813                                                    |                                                                   |      |
|      | Skulptur     | Mockritz Kaitzbachweg 51° 0′ 57″ N, 13° 44′ 48″ O                         | Kurfürstenstein (Jagdsäule) am Kaitzbach (Freibad Mockritz)                                               |                                                                   |      |
|      | Gedenktafel  | Mockritz Gostritzer Str. 10 51° 1′ 19″ N, 13° 45′ 33″ O                   | Gedenktafel für Edmund Moeller                                                                            |                                                                   |      |
|      | Wegsäule     | Kleinpestitz Possendorfer Straße 51° 1′ 29″ N, 13° 43′ 54″ O              | Wegesäule in Kleinpestitz                                                                                 |                                                                   |      |
|      | Haustafel    | Räcknitz Alträcknitz 6                                                    | Haustafel an der Hofmauer                                                                                 |                                                                   |      |
|      | Relief       | Räcknitz Bergstr. 78                                                      | Reliefbild einer Sonnenuhr                                                                                |                                                                   |      |
|      | Denkmal      | Räcknitz Räcknitzhöhe 51° 1′ 23″ N, 13° 44′ 9″ O                          | Moreaudenkmal (Eisenguss)                                                                                 | Christian Gottlieb Kühn (Entw. Gottlob Friedrich Thormeyer), 1814 |      |
|      | Gedenkstein  | Räcknitz Räcknitzhöhe                                                     | Gedenkstein für Räcknitz                                                                                  |                                                                   |      |
|      | Plastik      | Zschertnitz Michelangelostr.                                              | Freiplastik                                                                                               | Egmar Ponndorf                                                    |      |
|      | Gedenkstein  | Zschertnitz Michelangelostr. 51° 1′ 24″ N, 13° 44′ 37″ O                  | Gedenkstein Zschertnitz                                                                                   |                                                                   |      |
|      | Säule        | Zschertnitz Räcknitzhöhe/Münzmeisterstr.                                  | Alte Wegesäule                                                                                            |                                                                   |      |
|      | Büste        | Strehlen                                                                  | Büste Olga Körner                                                                                         |                                                                   |      |
|      | Wegsäule     | Leubnitz-Neuostra Altleubnitz/Kauschaer Straße 51° 0′ 29″ N, 13° 46′ 0″ O | Alte Wegsäule (Commune Leubnitz nach Kausche, nach Goppeln, 1832)                                         |                                                                   | 1832 |
|      | Haustafel    | Leubnitz-Neuostra Friebelstr. 2 51° 0′ 45″ N, 13° 45′ 52″ O               | Alte Haustafel (Erbaut im Jahre 1861 von F.L.Wirthgen)                                                    |                                                                   | 1861 |
|      | Skulptur     | Leubnitz-Neuostra Klosterteichplatz 3 51° 0′ 45″ N, 13° 45′ 58″ O         | Alte Haustafel (Gemeinde Leubnitz erbaut im Jahre 1854)                                                   |                                                                   | 1854 |
|      | Skulptur     | Leubnitz-Neuostra Menzelgasse 5 51° 0′ 45″ N, 13° 46′ 3″ O                | Alte Haustafel (1819 – Die Gemeinde Leubnitz Für Feuers- u. für Krieges- Noth behüt uns lieber Herr Gott) |                                                                   | 1819 |
|      | Skulptur     | Leubnitz-Neuostra Neuostra 8 51° 0′ 52″ N, 13° 45′ 52″ O                  | Alte Haustafel (J.G.F. erbauet 1846)                                                                      |                                                                   | 1846 |
|      | Skulptur     | Leubnitz-Neuostra Spitzwegstr. 48 51° 0′ 57″ N, 13° 45′ 50″ O             | Bronzeskulptur „Zeitungsleser“ nach Carl Spitzweg, siehe Zeitungsleser im Hausgärtchen                    | Hans Kazzer, aufgestellt im Februar 2016                          | 1985 |

## Prohlis – Niedersedlitz – Leuben – Lockwitz – Nickern
| Bild  | Bezeichnung         | Adresse/Lage                                              | Beschreibung | Künstler                                       | Jahr      |
| ----- | ------------------- | --------------------------------------------------------- | --- | ---------------------------------------------- | --------- |
|       | Skulptur            | Prohlis Albert-Wolf-Platz/Prohliser Allee                 | Pusteblumenbrunnen, Teilinstallation des früheren großen Pusteblumenbrunnens auf der Prager Straße (1969 bis 2004) | Leoni Wirth, 1969, 2009 hier aufgestellt       | 2009      |
|       | Skulptur            | Prohlis Berzdorfer Str.                                   | Sandsteinskulptur: Kahn der Tiere                                                                                  | Johannes Peschel                               | 1983/2012 |
|       | Installation        | Prohlis Berzdorfer Str./Prohliser Allee                   | Riesen-Fußabdruck (einer von mehreren gärtnerisch gestalteten Riesen-Fußabdrücken)                                 |                                                |           |
|       | Wandbild            | Prohlis Gamigstr.                                         | Wandbild an der Johann-Georg-Palitzsch-Schule (121. Mittelschule)                                                  | Atelier Gersdorf                               |           |
|       | Skulptur            | Prohlis Gamigstr. 51° 0′ 25″ N, 13° 47′ 37″ O             | Denkmal zur Erinnerung an Johann Georg Palitzsch                                                                   |                                                | 1877      |
|       | Sonnenuhr           | Prohlis Gamigstr. 51° 0′ 25″ N, 13° 47′ 37″ O             | Sonnenuhr |                                                |           |
|       | Windspiel           | Prohlis Gamigstr. 20 / Jacob-Winter-Platz                 | Windskulptur aus farbigem Glas (Windfahne)                                                                         | Leoni Wirth                                    | 1986      |
|       | Tafel               | Prohlis Gamigstraße 24                                    | Haustafel über der Tür des Hauses                                                                                  |                                                |           |
|       | Skulptur            | Prohlis Gamigstr. 28                                      | Palitzsch-Hofbrunnen mit Medaillon, neben der 121. Mittelschule „Johann Georg Palitzsch“                           |                                                | 1982      |
| fehlt | Plastik             | Prohlis Gamigstr. 28 / Am Anger                           | Keramikplastik: Vier Elemente vor der 121. Mittelschule „Johann Georg Palitzsch“                                   | Egmar Ponndorf                                 | 1982      |
|       | Tafel               | Prohlis Dorfplatz                                         | Erinnerungstafel an den alten Dorfplatz von Prohlis                                                                |                                                | 1988      |
|       | Plastik             | Prohlis Prohliser Allee                                   | Bronzeplastik Sterngucker                                                                                          | Walter Howard, Kopie einer Plastik in Radebeul | 1973/1987 |
| fehlt | Wandbild            | Prohlis Prohliser Allee / Herzberger Str. 30              | Keramikmosaik: Landschaft                                                                                          | Klaus Dennhardt                                | 1976      |
| fehlt | Wandbild            | Prohlis Prohliser Allee                                   | Natursteinmosaik: Tageszeiten – Jahreszeiten – Lebensalter                                                         | Helmut Gebhardt                                | 1985      |
| fehlt | Wandbild            | Prohlis Prohliser Allee / Elsterwerdaer Str.              | Keramikmosaik: Familie, z. Z. entfernt und eingelagert                                                             | Siegfried Schade                               | 1976      |
| fehlt | Wandbild            | Prohlis Herzberger Str. 2 / Gamigstr.                     | Keramikmosaik: Lied vom Leben – Lied vom Frieden (Fragment nachgestaltet)                                          | Hernando León                                  | 1978      |
|       | Skulptur            | Niedersedlitz Bahnhofstr. 50° 59′ 51″ N, 13° 49′ 27″ O    | Skulptur „Kniender Frauenakt“ bzw. „Blumenpflückerin“ aus Kunstmuschelkalkstein in einer Parkanlage                | Otto Poertzel                                  | 1938      |
|       | Technisches Denkmal | Niedersedlitz Bismarckstr. 57                             | Kugelbehälter |                                                |           |
|       | Relief              | Niedersedlitz Niedersedlitzer Str. 65                     | Reliefbild: HOSTAGLAS am Gebäude des ehem. VEB Hosta-Glas (Holz-, Stahl- und Glasbau Dresden)                      |                                                |           |
|       | Plastik             | Niedersedlitz Reisstr.                                    | Plastik Arbeiter (nicht mehr vorhanden)                                                                            | Werner Ryssel                                  | 1964      |
|       | Skulptur            | Niedersedlitz Sosaer Str. 11 50° 59′ 59″ N, 13° 49′ 25″ O | Portal am ehem. Rathaus von Niedersedlitz (jetzt Bürgerhaus)                                                       |                                                |           |
|       | Skulptur            | Niedersedlitz Sosaer Str. 11                              | Fenster am ehem. Rathaus von Niedersedlitz (jetzt Bürgerhaus)                                                      |                                                |           |
|       | Skulptur            | Niedersedlitz Sosaer Str. 11                              | Fallrohrschmuck am ehem. Rathaus von Niedersedlitz (jetzt Bürgerhaus)                                              |                                                |           |
|       | Plastik             | Leuben Rottwerndorfer Str.                                | Plastik Ballspielerin                                                                                              | Friedemann Klos um 1973/74 aufgestellt         | 1969      |
|       | Plastik             | Lockwitz Am Wehr/Tögelstr.                                | Plastik Wetterfrosch auf der Wetterstation                                                                         |                                                |           |
|       | Schlussstein        | Nickern Altnickern                                        | Wappen-Schlussstein am Schloss Nickern                                                                             |                                                |           |
|       | Gedenkstein         | Nickern Altnickern                                        | Gedenkstein für die Bombenopfer des 13. Februar 1945                                                               |                                                |           |
|       | Relief              | Nickern Altnickern 2                                      | Hauszeichen am Haus Altnickern 2                                                                                   |                                                |           |

## Cotta – Kemnitz – Briesnitz
| Bild | Bezeichnung | Adresse/Lage                     | Beschreibung                                                                  | Künstler         | Jahr |
| ---- | ----------- | -------------------------------- | ----------------------------------------------------------------------------- | ---------------- | ---- |
|      | Wandbild    | Cotta Cossebauder Str. 35        | Rübezahl-Wandbild am Gymnasium Dresden-Cotta                                  | Alfred Teichmann | 1949 |
|      | Plastiken   | Cotta Gottfried-Keller-Straße 40 | Keramik-Tierplastiken vor der Schule (ehemalige Sonderschule Richard Gärtner) | Dieter Graupner  | 1978 |
|      | Tafel       | Cotta Hebbelstr. 26              | Haustafeln am Wohnhaus                                                        |                  |      |
|      | Tafel       | Kemnitz Zschonergrundstr. 4a     | Haustafel                                                                     |                  |      |

## Kaditz – Übigau – Pieschen – Trachau – Mickten – Trachenberge – Wilder Mann
| Bild | Bezeichnung | Adresse/Lage                                          | Beschreibung                                                                                           | Künstler         | Jahr |
| ---- | ----------- | ----------------------------------------------------- | --- | ---------------- | ---- |
|      | Tafel       | Kaditz                                                | Haustafel mit Spruch am Haus Serkowitzer Straße 33                                                     |                  |      |
|      | Obelisk     | Kaditz 51° 4′ 59″ N, 13° 41′ 28″ O                    | Autobahn-Obelisk                                                                                       |                  |      |
|      | Tafel       | Übigau                                                | Haustafel mit Spruch am Haus Kaditzer Str. 12                                                          |                  | 1863 |
|      | Giebel      | Pieschen Bürgerstr. 63                                | Giebel am Rathaus Pieschen                                                                             |                  |      |
|      | Giebel      | Pieschen Bürgerstr. 63                                | Wappen von Pieschen am Rathaus Pieschen                                                                |                  |      |
|      | Giebel      | Pieschen Bürgerstr. 63                                | Tafel am Rathaus Pieschen                                                                              |                  |      |
|      | Porträtkopf | Pieschen Bürgerstr. 63                                | Porträtköpfe verschiedener Gemeindevorstände am Rathaus Pieschen                                       |                  |      |
|      | Skulptur    | Pieschen Leipziger Str.                               | Stahlskulptur „Undine kommt“ an der Molenbrücke nach der Erzählung „Undine geht“ von Ingeborg Bachmann | Angela Hampel    | 2010 |
|      | Skulptur    | Pieschen Markusplatz                                  | Skulpturen an der Markuskirche: Propheten Daniel und Jesaja                                            | Robert Henze     | 1888 |
|      | Skulptur    | Pieschen Markusplatz                                  | Skulpturen an der Markuskirche: Propheten Jeremia und Ezechiel                                         | Robert Henze     | 1888 |
|      | Porträtkopf | Pieschen Mohnstr. 28                                  | Porträtkopf Luther und Melanchthon                                                                     |                  |      |
|      | Giebel      | Pieschen Wurzener Str. 18                             | Relief am Sachsenbad Dresden                                                                           |                  |      |
|      | Skulptur    | Trachau Aachener Straße 5 51° 5′ 24″ N, 13° 42′ 40″ O | Brunnen-Skulptur „Kleiner Teufel“                                                                      |                  |      |
|      | Plastik     | Trachau Industriestraße 35–37                         | Stehender Jüngling am Eingang zum Krankenhaus Dresden-Neustadt                                         | Wilhelm Landgraf | 1967 |
|      | Büste       | Trachau Industriestraße 40                            | Büste des Justus Friedrich Güntz (1801–1875) im Park des Krankenhauses Dresden-Neustadt                |                  |      |
|      | Skulptur    | Trachau Industriestraße 40                            | Frauen-Skulptur im Park des Krankenhauses Dresden-Neustadt                                             |                  |      |
|      | Skulptur    | Trachau Kopernikusstraße 40                           | Fassadenschmuck der Apostelkirche in Dresden-Trachau                                                   | Kurt Dämmig      |      |
|      | Relief      | Trachau Wilder-Mann-Straße 41                         | Jugendstil-Fassadenschmuck am Haus                                                                     |                  |      |
|      | Skulptur    | Trachenberge Döbelner Str. 24                         | Vasen-Skulptur vor dem Haus Döbelner Str. 24                                                           |                  |      |
|      | Tafel       | Wilder Mann                                           | Erinnerungstafel an das ehem. Weingut Wilder Mann in Dresden                                           |                  |      |

## Hellerau – Rähnitz – Wilschdorf – Klotzsche – Dresdner Heide
| Bild | Bezeichnung              | Adresse/Lage                                                        | Beschreibung | Künstler             | Jahr         |
| ---- | ------------------------ | ------------------------------------------------------------------- | --- | -------------------- | ------------ |
|      | Plastik                  | Hellerau Moritzburger Weg                                           | Stahlplastik im Hof der Firma Deutsche Werkstätten Hellerau |                      |              |
|      | Gedenkstein              | Hellerau Moritzburger Weg                                           | Gedenkstein für Kurt Schlosser vor den Deutschen Werkstätten |                      |              |
|      | Skulptur                 | Hellerau Moritzburger Weg                                           | Metallskulptur Phos (heiteres Licht) bei den Deutschen Werkstätten | Axel Anklam          | 2013         |
|      | Hauptmann-Hirsch-Denkmal | Hellerberge 51° 5′ 37″ N, 13° 44′ 12″ O                             | Hauptmann-Hirsch-Denkmal am Rand des Hellers (Einmündung Hellerhofstraße zur Radeburger Straße), in Erinnerung an den Hauptmann Johann Baptista Joseph Hirsch, der hier 1822 bei einem Reitunfall ums Leben kam 2018/2019 restauriert | Franz Pettrich       | 1823         |
|      | Plastik                  | Trachenberge Hellerhofstraße 21                                     | Edelstahlplastik „Der Baum des Archimedes“ im Park des Berufsbildungswerks Dresden | Michael Lingrên      | 1999         |
|      | Säule                    | Rähnitz                                                             | Meridiansäule von Wilhelm Gotthelf Lohrmann |                      |              |
|      | Tafel                    | Klotzsche Boltenhagener Platz 3                                     | Tafel an der Christuskirche in Dresden-Klotzsche zur Erinnerung an den Architekten Woldemar Kandler |                      | 1905         |
|      | Portal                   | Klotzsche Boltenhagener Platz 3                                     | Portal der Christuskirche, Reliefs mit Pelikan-Motiv und Christuskopf |                      | 1905         |
|      | Kriegerdenkmal           | Klotzsche Boltenhagener Platz                                       | Kriegerdenkmal vor der Kirche | Woldemar Kandler     | 1923         |
|      | Skulptur                 | Klotzsche Boltenhagener Str. 89                                     | Skulptur Bäcker |                      |              |
|      | Skulptur                 | Klotzsche Georg-Estler-Str. 8                                       | Skulptur im Garten der Villa Burgfrieden |                      |              |
|      | Tafel                    | Klotzsche Goethestraße 9 51° 7′ 6″ N, 13° 46′ 57″ O                 | Gedenktafel zur Erinnerung an den Bildhauer Johannes Schilling (1828–1910) an seinem ehem. Wohnhaus |                      |              |
|      | Skulptur                 | Klotzsche Flughafenstr. 77                                          | Sitzender Knabe und kniender Knabe an einem Siedlungshaus |                      | 1930er Jahre |
|      | Relief                   | Klotzsche Greifswalder Str. 10                                      | Relief am Haus Mädchen mit Fisch |                      |              |
|      | Denkmal                  | Klotzsche Kieler Str. 52                                            | Gedenkstein zur Erinnerung an Theodor Körner gegenüber vom Rathaus Klotzsche | Georg Gröne          | 1916         |
|      | Plastik                  | Klotzsche Königsbrücker Landstraße 2                                | nur noch der Sockel der Plastik: Liegender Fechter, der seine Waffe prüft (ehemals vor der Sächsischen Landesschule, nach 1945 auf die Krim verbracht)                                                                                | August Schreitmüller | 1927         |
|      | Relief                   | Klotzsche Königsbrücker Landstraße 2                                | Zwei Reliefs am Gebäude der ehem. Sächsischen Landesschule |                      |              |
|      | Säulen                   | Klotzsche Königsbrücker Landstraße 2                                | Sandsteinsäulen |                      |              |
|      | Skulptur                 | Klotzsche Korolenkostr. 6                                           | Skulptur „Mädchen“ im Dachbereich der Schule |                      |              |
|      | Skulptur                 | Klotzsche Korolenkostr. 6                                           | Skulptur „Jungen“ im Dachbereich der Schule |                      |              |
|      | Relief                   | Klotzsche Korolenkostr. 6                                           | 2 Reliefs an der Schule |                      |              |
|      | Relief                   | Klotzsche Korolenkostr. 6                                           | 2 Reliefs an der Schule |                      |              |
|      | Relief                   | Klotzsche Korolenkostr. 6                                           | Relief „Licht-Liebe-Leben“ über dem ehem. Eingang |                      |              |
|      | Tondo                    | Klotzsche Stendaler Str. 16                                         | Tondo am Haus „Herr“ |                      |              |
|      | Tondo                    | Klotzsche Stendaler Str. 16                                         | Tondo am Haus „Dame“ |                      |              |
|      | Sgraffito                | Klotzsche Zum Windkanal 14                                          | Sgraffito zum Thema Sport an der Schwimmhalle Klotzsche |                      |              |
|      | Säule                    | Klotzsche Zur Neuen Brücke 4                                        | Gedenkstein an Friedrich August Quosdorf |                      |              |
|      | Relief                   | Klotzsche Zur Neuen Brücke 6                                        | Relief am Haus |                      |              |
|      | Relief                   | Klotzsche Zur Wetterwarte 4                                         | Relief über dem Portal des Gebäudes |                      |              |
|      | Gedenkstein              | Klotzsche Zur Wetterwarte 34                                        | Gedenkstein für Paul Schwarze |                      |              |
|      | Wegsäule                 | Klotzsche Dresdner Heide                                            | Wegsäule am Königsplatz in der Dresdner Heide |                      |              |
|      | Gedenkstein              | Dresdner Heide 51° 5′ 31″ N, 13° 49′ 34″ O                          | Gedenkstein im Dresdner Saugarten, zum Gedenken an die Treibjagden in der Dresdner Heide nebst denkmalgeschützten Dielensteinen des ehemaligen Herrenhauses im Saugarten in der Dresdner Heide                                        |                      |              |
|      | Gedenkstein              | Klotzsche Dresdner Heide                                            | Denkmal für gefallene Forstangestellte in der Dresdner Heide, Forstabteilung 217 |                      |              |
|      | Säule                    | Klotzsche Dresdner Heide (Meschwitzruhe)                            | Gedenksäule zur Erinnerung an Forstmeister Friedrich Wilhelm Meschwitz |                      |              |
|      | Gedenkstein              | Dresdner Heide Prinzeß-Margarethen-Park 51° 4′ 29″ N, 13° 48′ 24″ O | Gedenkstein zur Erinnerung an die Pflanzung der Luthereiche |                      | 1917         |